# 2021 у театрі

## Події

### Театральні починання
- 28 січня — У Франківському драмтеатрі повідомляють про відкриття простору для митців різних напрямків і початок створення центру креативних індустрій[1][2]
- 1 лютого — IV Всеукраїнська театральна фестиваль-премія GRA оголосила склад експертної ради, до якої увійшли[3]:
  - Юлія Бентя (м. Київ) — музикознавиця, архівістка, музична і театральна критикиня, відповідальна редакторка часопису «Критика»;
  - Ганна Веселовська (м. Київ) — театрознавиця, доктор мистецтвознавства, професор, керівниця напряму експертно-аналітичної діяльності НСТДУ;
  - Анастасія Гайшенець (м. Київ) — театрознавиця, театральний критик і менеджер, керівниця напряму «Перформативні мистецтва» Українського інституту;
  - Роман Лаврентій (м. Львів) — театрознавець, старший викладач кафедри театрознавства та акторської майстерності факультету культури і мистецтв ЛНУ імені Івана Франка, куратор щорічної науково-практичної студентської театрознавчої конференції;
  - Олена Либо (м. Харків) — театрознавиця, старша викладачка кафедри театрознавства Харківського національного університету мистецтв ім. І.П. Котляревського;
  - Людмила Олтаржевська (м. Київ) — театрознавиця, головна редакторка журналу «Театрально-концертний Київ»;
  - Віктор Рубан (м. Київ) — перформер, танцівник, хореограф-дослідник, куратор і засновник Ruban Production ITP Ltd;
  - Ольга Стельмашевська (м. Київ) — голова Експертної ради — культуролог, журналіст, PR-менеджер, організатор культурних проектів, медіа-куратор мистецьких акцій та фестивалей;
  - Юлія Сущенко (м. Одеса) — культуролог, журналіст, PR-менеджер, організатор культурних проектів, медіа-куратор мистецьких акцій та фестивалів, культурний оглядач видання «Одесская жизнь»[4];
  - Юлій Швець (м. Київ) — театрознавець, журналіст, спеціаліст навчально-культурологічної лабораторії у Національному Університеті «Києво-Могилянська академія», журналіст у друкованому виданні «Кіно-Театр».
- Перший театр у Львові організував цілодобовий марафон вистав. З 18 години 19 березня й до вечора 20 березня на двох сценах театру було зіграно вісім вистав підряд. Між виставами відбувалися літературні читання[5]
- лютий — Розпочала свою діяльність БО «Благодійний Фонд Богдана Ступки», який очолила директорка Київської академічної майстерні театрального мистецтва «Сузір’я» Ірина Батько-Ступка[6]
- 27 березня — Всесвітній день театру в Україні пройшов під час локдауну у більшості міст, вперше глава держави «забув» і не привітав митців, проте професійне свято столичні майстри відсвяткували акцією «Київ — місто театральне». «Скорботний» настрій театральної спільноти портал «Театральна риболовля» зафіксував фразою «Бордерлайновий День театру»[7][8][9].
- 26 квітня — До 35-ї річниці Чорнобильської катастрофи у Харкові та Миколаєві відбулися виставики: у приміщенні Харківського театру для дітей та юнацтва — виставка-конкурс дитячих малюнків «Харків пам'ятає. Чорнобиль — 35», на території літнього театрального скверика Миколаївського академічного художнього російського драматичного театру — інтерактивна виставки «35-та роковина аварії на Чорнобильській АЕС»[10]. Актори Івано-Франківського національного академічного обласного музично-драматичного театру імені Івана Франка зіграли виставу «Нація» на площі у Прип’яті[11].
- травень — Визначено переможця у конкурсі на проєкт створення «Roshen Concert Hall» — бюро «Snohetta» (Норвегія). Концерт-хол із великою акустичною концертною залою на 1800 глядачів і камерною залою на 400 глядачів заплановано відкрити на місці київського будинку культури ім. Корольова у 2025 році. Ідея започаткована компанією «Рошен» та Фондом Порошенка[12][13]
- 10 травня — започатковано новий Незалежний музичний театр «057» (м. Харків). Керівник і режисер-постановник – Олександра Блинкова[14]
- травень — Вистави Закарпатського обласного угорського драматичного театру у м. Берегове отримали супровід українськими субтитрами[15]
- 31 травня — Присвоєно статус Національного Миколаївському академічному  українському театру драми та музичної комедії (проєкт Урядом було погоджено 17 березня[16])[17][18]
- 7 — 13 червня — Театральний open-air «Сім» у «UNIT.City» — тиждень з показів різномаїття сучасного театрального мистецтва резидентам та гостям UNIT.City — від академічного до експериментального та навіть відверто провокативного. До програми увійшли вистави: «Лавр» (Мастерская Лены Лазович), «Механічний Апельсин» («Дикий Театр»), «Ніколи не дзвони мені, Кохана» (Театр-студія імпровізації «Чорний Квадрат»), «Білка, яка прожила 100 років» (Київський академічний театр «Золоті ворота»), «Сім розгніваних джентльменів» (Театр «Актор»), «Усі найкращі речі» (Київський академічний театр драми і комедії на лівому березі Дніпра), «Швейк» (Національний академічний драматичний театр імені Івана Франка)[19].
- 1 липня — Відбулася презентація розробленої в Україні технології використання доповненої реальності (AR) разом з живими подіями або відеоконтентом — проєкт «ALTstage: Крок з екрану»[20][21][22][23]
- 16 липня — Набрали чинності норми Закону «Про забезпечення функціонування української мови як державної», які впливають на діяльність, зокрема, театрів[24]. Позицію про дотримання мовного законодавства висловлює та демонструє на практиці директор - художній керівник Київської опери Петро Качанов[25], запровадження навушників із перекладом та субтитрування через проектор готують у Миколаївському академічному художньому російському драматичному театрі[26]. Про проблеми заявив Харківський державний академічний російський драматичний театр імені О. С. Пушкіна — зробивши український сайт та передрукувавши квитки, все перекласти не вдасться[27][28][29][30].
- У Дніпровського драматичного театру «Віримо!» триває процес пошуку власного приміщення. Шанувальники театру створили на платформі електронної демократії петицію «Власне приміщення для театру „Віримо!“»[31], яка зібрала 3000 голосів. Петиція потрапила на розгляд в сесійній залі, яка була підтримана голосами дніпровських депутатів[32].
- 26 липня — Вперше за 145 років існування Байройтського фестивалю (Німеччина) диригенткою виступила жінка — українка Оксана Линів. Вона зірвала 12-хвилинні овації залу[33].
- 6 серпня — в рамках Спеціалізованої виставки «Гладіолус — 2021» (Національний ботанічний сад імені Миколи Гришка НАН України) презентовано новий сорту ірисів, присвячений пам‘яті українського режисера та драматурга Сергія Проскурні[34][35]
- серпень — до 30-річчя Незалежності України протягом двох місяців країною курсуватиме артпотяг «ГогольTRAIN» між містами (Одеса, Кам'янець-Подільський, Херсон, Харків, Львів, Дніпро) і фестивалями (12-й Одеський міжнародний кінофестиваль, Respublica FESTest, Dream ГогольFest в Херсоні, Parade-fest в Харківі, Форум Видавців у Львові, DniPro ГогольFest у Дніпрі)
- 13 жовтня — про заснування «Театр Драматургів» оголосила команда 20 українських авторів, які об’єднались для створення театру, в центрі якого буде текст. Драматурги-засновники: Павло Ар'є, Олена Астасьева, Ігор Білиць, Наталя Блок, Андрій Бондаренко, Наталка Ворожбит, Ірина Гарець, Юлія Гончар, Олена Гапєєва, Оксана Гриценко, Тетяна Киценко, Анастасія Косодій, Максим Курочкін[ru], Лєна Лягушонкова, Євген Марковський, Ольга Мацюпа, Катерина Пенькова, Оксана Савченко, Людмила Тимошенко, Віталій Ченський. Фундатор, продюсер, директор — Дмитро Сімонов[36]. Відкриття театру відбулося 5 грудня 2021 року перформативними читаннями альманаху «Крик» (три тексти драматургів-засновників)[37][38]
- 1 листопада — VIII З'їзд Національної спілки театральних діячів України у київському Будинку Актора. У порядку денному: звіт голови НСТДУ за п'ть років, виступи представників регіональних театральних відділень, вибори голови НСТДУ, внесення змін до старту НСТДУ, згідно зі змінами в українському законодавстві. Головою спілки одноголосно переобрано Богдана Струтинського.
- 10 листопада — свій перший сезон за кордоном, в Києві відкриває Білоруський Сучасний Художній Театр (СХТ) під керівництвом Володимира Ушакова. Сезон розпочали виставою «Колишній син» за романом білоруського автора Саші Філіпенка[ru][39][40][41].
- 11 листопада Міністр культури та інформполітики Олександр Ткаченко написав заяву на відставку до голови Верховної Ради[42].
- 23 листопада — Сумський театр для дітей та юнацтва отримав статусу академічного[43][44].
- Мелітопольським центром природного землеробства виведено новий сорт яблук «Галина Яблонська» (директор центру Тетяна Володимирівна Герасько, селекціонер Галина Миколаївна Толстик). В серпні 2021 року було зібрали перший урожай яблук, названий на честь народної артистки України Галини Яблонської.

Український культурний фонд
- 1 лютого — Міністерство культури та інформаційної політики призначило нового керівника Українського культурного фонду. Ним став генеральний директор і художній керівник Національного академічного драматичного театру імені Івана Франка Михайло Захаревич[45][46];
- 10 березня — Спілка концертної індустрії України (СКІУ) випустила статтю, у якій висунала звинувачення на бік Українського культурного фонду у порушенні власних правил видачі грантів[47] У понеділок, 15 березня зворотню відповідь публікує УКФ, в якому відкидає звинувачення[48].
- 22 березня — Оголошення претендентів кандидатів на посаду Виконавчого директора УКФ: В'ячеслав Жила, Станіслав Которобай, Леся Миськів, Сергій Міранков, Анастасія Рагімова, Жанна Румко, Юлія Савостіна, Олег Соснов, Юлія Федів, Вікторія Шторм[49];
- 23 березня — Юлія Федів, перший виконавчий директор Фонду зняла свою кандидатуру з учасників конкурсу[50]. Суспільне організувало публічну дискусію про вибори виконавчого директора УКФ на діджитал-платформах: фейсбук та ютуб-сторінках Суспільне Культура та в телеефірі UA: КУЛЬТУРА. З усіх запрошених кандидатів та кандидаток на посаду виконавчого директора УКФ, погодився прийти та відповісти на запитання глядачів, модераторів та експертів В'ячеслав Жила[51];
- 24 березня — Засідання Наглядової ради Українського культурного фонду з конкурсного добору на посаду Виконавчого директора УКФ, за результатами якого не відбувається перемога (В'ячеслав Жила, Леся Миськів, Сергій Міранков та Жанна Румко — по 0 голосів; Станіслав Которобай, Юлія Савостіна та проти всіх — по 1 голосу; Олег Соснов — 2 голоси; Анастасія Рагімова — 4 голоси), і призначається наступний добір кандидатів[52][53].
- 9 квітня — Голова Наглядової Ради Українського культурного фонду Михайло Захаревич складає повноваження за власним бажанням. Серед кандидатур на посаду Голови Фонду названі Лариса Мудрак (громадська діячка, медіаекспертка, публіцистка), Лариса Латипова (виконавча директорка Асоціації випускників «Аспен-Україна») та Лілія Млинарич (засновниця Koktebel Jazz Festival, продюсерка)[54].
- 14 квітня — Оголошено ім'я нової Голови Наглядової Ради Українського культурного фонду — громадська діячка, медіаекспертка, публіцистка Лариса Мудрак
- 19 квітня — Оголошення претендентів кандидатів другого конкурсу на посаду Виконавчого директора УКФ: Владислав Берковський, Анна Брагіна, Юлія Гершун, Наталія Гордіюк, Олександр Журавчак, Анна Катруліна, Олександр Кійченко, Микола Кужельний, Наталія Кучменко, Леся Миськів, Сергій Міранков, Роман Негрієнко, Ірина Осадча, Дарія Пушкарьова, Анастасія Рагімова, Жанна Румко, Вікторія Снєгур, Олег Соснов, Оксана Стебельська[55][56].
- 27 квітня — Засідання Наглядової ради Українського культурного фонду з конкурсного добору на посаду Виконавчого директора УКФ, за результатами якого переможцем стає Владислав Берковський із результатом 6 голосів[57][58]

### Карантин
- З 8 до 24 січня включно в Україні діють посилені карантинні обмеження. Відповідно до постанови «Про встановлення карантину з метою запобігання поширенню на території України гострої респіраторної хвороби COVID-19» робота театрів — заборонено[59][60]. Театри працюють в репетиційному режимі[61]
- Театри на карантині почали робити кіноверсії своїх вистав та освоювати продаж квитків на театр онлайн[62]
- З 1 листопада Київ входить до червоної зони, слідом за іншими областями — Дніпропетровською, Одеською, Херсонською іншими. Робота театрів частково препинена, частково грають вистави за умови вакцинації всіх артистів та наявності сертивікату вакцінації у глядачів[63].

### Театр, ЗМІ та блогосфера
- жовтня — Видавничий дім «Антиквар» заявиви про відновлення журналу для професійної театральної спільноти «Український театр» — передбачено друковану версію та створення сайту «Український театр» (головна редакторка — театрознавець Христина Срібняк)[64].
- Youtube-проєкт «Невірювірю» запустив Український малий драматичний театр, за задумом якого оптимальну театральну виставу можна підібрати для будь-якого, навіть самого не театрального глядача. Експертами, які підбирають вистави, виступили продюсерка Дикого Театру Ярослава Кравченко, режисер і художній керівник Малого театру Дмитро Весельський, театральний блогер, автор порталу «Театральна риболовля» Сергій Винниченко та затята театральна глядачка Яна Ягніченко[65][66][67].
- 20 грудня відбулася дискусійна зустріч «Привид критики або як ми перетравлюємо мистецтво» в якій взяли участь: Анастасія Гайшенець, театральна критикиня, керівниця перформативних програм Українського інституту; Олександр Лебедєв, перформер, учасник групи TanzLaboratorium; Мар’яна Матвейчук, авторка текстів про мистецтво; Ілля Разумейко, композитор, режисер; Віктор Рубан, хореограф, дослідник танцю; Ірина Чужинова, театрознавиця, кандидатка мистецтвознавства; Павло Юров, режисер, драматург[68]

### Театральні виставки
- 24 лютого — 30 квітня 2021 року — виставка «Театральні строї Богдана Поліщука» в Музеї театрального, музичного та кіномистецтва України. Сценограф та режисер Богдан Поліщук зібрав дещо зі свого доробку — ескізи з вистав Національного академічного драматичного театру ім. Івана Франка, Національного драматичного театру ім. Марії Заньковецької, Івано-Франківського національного академічного музично-драматичного театру ім. Івана Франка, Львівського академічного театру ім. Леся Курбаса, Першого українського академічного театру для дітей та юнацтва, Українського малого театру[69][70]
- 27 травня — 14 червня 2021 року — авторська експозиція Fashion&Profession, присвячена взаємовпливу моди та професії в (ТРК «Проспект»). Серед представників різних професій представлені актори київських театрів Юрій Радіонов та Шорена Шонія-Радіонова[71][72][73][74]
- ??? — 26 листопада 2021 року — виставкова програма «Театр без театру» Інститут проблем сучасного мистецтва НАМ України — проєкт Федора Александровича та Ольги Данилюк «Візит до Мінотавра»[75]
- листопад 2021 року — проєкт Музею театрального, музичного та кіномистецтва України «Open Kurbas: цифрова колекція» — колекція оцифрованих 12 тисяч музейних предметів та створених двомовний (українсько-англійський) сайт із відкритим доступом до колекції пам’яток, пов’язаних із діяльністю режисера Леся Курбаса[76]

### Театральна реконструкція
- До Дня Незалежності завершили реконструкцію будівлі Одеського академічного українського музично-драматичного театру ім. Василя Василька (в рамках президентської програми «Велике будівництво»)[77];
- У Львівському театрі ляльок провели реставраційні роботи з візновлення вітражу, якому понад 100 років. Над реставрацією працювали майже півтора місяця. Вітраж складається з понад 60 окремих квадратних і трикутних елементів[78].
- Осінню 2021 року розпочалася реставрація аварійної будівлі Миколаївського академічного художнього російського драматичного театру в рамках програми «Велике будівництво». На її реалізацію державною субвенцією було виділено 24 млн гривень[79].

### Театральні ювілеї
- Ювілеї театрів відмітили:
  - 10 лютого — 5 років Київського незалежного театру «Дикий Театр»
  - 2 липня — 10 років Київського незалежного театру «Маскам Рад»[80]
  - грудень — 25 років мистецькій театральній школі «Театрало4ка» (м. Одеса)[81]
  - 13 грудня — 20 років Народному студентському театру «Вавилон» Інститута української філології Національного педагогічного університету ім. Михайла Драгоманова (м. Київ)
- Ювілеї вистав відмітили:
  - 27 січня — 100-й показ вистави «Грек Зорба» Віталія Малахова за мотивами роману «Я, Грек Зорба» Нікоса Казандзакіса (реж. Віталій Малахов, Національний академічний драматичний театр імені Івана Франка) — прем'єра відбулася 30 вересня 2010 року[82][83]
  - 31 січня — 150-й показ вистави «Буна» Віри Маковій (реж. Давид Петросян, Національний академічний драматичний театр імені Івана Франка) — прем'єра відбулася як студентська робота режисера у 2015 році, згодом — на сцені театру «Дах»[84]
  - 1 лютого — 5 років виставі «Слава героям!» Павла Ар'є (реж. Стас Жирков, ко-продукція театру «Золоті ворота» (м. Київ) та Франківського драмтеатру) — прем'єра відбулася 22 січня 2016 року[85]
  - 11 березня — 10 років виставі «Наташина мрія» Ярослави Пулінович (реж. Стас Жирков) — прем'єра відбулася 27 лютого 2011 року у Київському незалежному театрі «Відкритий погляд», згодом була перенесена на сцену театру «Золоті ворота». 11 березня 2021 — зіграна 110-а вистава
  - 27 червня — 300-й показ вистави «Кайдашева сім'я» Івана Нечуй-Левицького (реж. Петро Ільченко, Національний академічний драматичний театр імені Івана Франка) — прем'єра відбулася 28 грудня 2007
  - 11 листопада — 100-й показ вистави «Дуже проста історія» Марії Ладо (реж. Андрій Бакіров, Харківський академічний український драматичний театр імені Тараса Шевченка) — прем'єра відбулася 8 березня 2008 року
  - 12 листопада — 5 років виставі «Горе з розуму» «Горе з розуму» за п'єсою Олександра Грибоєдова (реж. Андрій Білоус, Київський національний академічний Молодий театр) — прем'єра відбулася 12 листопада 2016 року
  - 27 грудня — 100-й показ вистави «Morituri te salutant» за новелами Василя Стефаника (реж. Дмитро Богомазов, Національний академічний драматичний театр імені Івана Франка) — прем'єра відбулася 6 лютого 2013 року

### Меморіальні події
- 25 лютого — 150 років з дня народження Лесі Українки[86][87]
- 12 березня — «Львівські Дон Кіхоти» — день пам'яті режисерів Сергія Проскурні, Романа Віктюка та Ярослава Федоришина у Львові[88]
- 14 травня — 150 років з дня народження Василя Стефаника[89]
- 15 травня — 130 років з дня народження Михайла Булгакова[90]
- 19 травня — Закладка зірки Галини Яблонської та Олесі Жураківської на Площі зірок в Києві поряд із ТРЦ Gulliver[91]
- 29 червня — До п'ятої річниці загибелі оперного співака, соліста Паризької національної опери Василя Сліпака заплановано відкриття скульптурної композиції у мистецькому сквері ім. Василя Сліпака на Андріївському узвозі[92]
- 27 серпня — 80 років з дня народження Богдан Ступка
  - 102-й сезон Національний академічний драматичний театр імені Івана Франка відкрив виставку капелюхів Богдана Ступки;
  - За ініціативи «Фонду Богдана Ступки», на вулиці Заньковецької, 3/1 в Києві 27 серпня відкривають горельєф актору; з 28 серпня по 10 вересня у Національному музеї Тараса Шевченка проходить виставка «Код Ступки», де представлено портрети актора роботи українських художників: Івана Марчука, Андрія Александровича-Дачевського, Ольги Петрової, Михайла Химича; презентують книгу-альбом «Я, Богдан»[93][94]
  - планується встановлення меморіальної дошки на фасаді будинку на вулиці Заньковецької 3/1 за зверненням благодійної організації «Благодійний фонд «Богдана Ступки»[95]
  - Заплановано встановлення пам’ятника Богдану Ступці біля Національного Київського театру ім. Івана Франка[6]
  - Адміністрація Національного академічного театру ім. Марії Заньковецької виступила із клопотанням до міської ради Львова із проханням увіковічнити пам’ять Богдана Ступки у назві вулиці. У пропозиції йдеться про вулицю Технічну[96]. На сесії 23 грудня 2021 року було проголосовано рішення про перейменнування, яке має відбутися на початку травня, до десятої річниці смерті артиста[97].
  - 28 жовтня Кабінет Міністрів України затвердив плани заходів з відзначення 80-річчя від дня народження Богдана Ступки, який передбачає з державного бюджету 2 000 000 грн, й на час підписання вже є частково реалізованим (у документі йдеться про «встановлення меморіальної дошки-горельєфа», яка встановлена силами БО «Благодійний фонд Богдана Ступки»)[98]
  - 19 — 21 листопада — Перший Міжнародний мистецький фестиваль «КОД СТУПКИ» за участі вистави «Кінець гри» Роберта Стуруа Грузинського театру ім. Шоти Руставелі, Тбіліського колективу «ХОРАЛ», хору В’єровки та сучасного колективу DUDU Band
- 28 жовтня — 85 років з дня народження Романа Віктюка
  - 16 грудня — Львівська «Галерея сценографії» готує виставку «Віктюк, VIVAT!» — ескізи костюмів до вистави «Дама без камелій» (художник по костюмах — Андрій Александрович, театр ім. Лесі Українки, Київ, 1991)[99][100]
  - 17 грудня — День пам'яті Романа Віктюка у Львові: поминальна літургія в Церкві святого Андрія, молитовний чин біля гробівця родини Віктюк на Личаківському цвинтарі, відкриття виставки «Браво, Віктюк!» в фойє та вечір спогадів на сцені Першого театру[101][102][103].

### Прощання
із виставами
- лютий — «Ліс» за п'єсою Олександра Островського (реж. Дмитро Богомазов, Національний академічний драматичний театр імені Івана Франка) — прем'єра відбулася 15 жовтня 2015 року
- 19 березня — «Едіт Піаф. Життя в кредит» Юрія Рибчинського та Вікторії Васалатій (реж. Ігор Афанасьєв, Національний академічний драматичний театр імені Івана Франка) — прем'єра відбулася 23 травня 2008 року[104]
- 12 травня — «Деміург» за новелами Бруно Шульца (реж. Олег Ліпцин, Національний академічний драматичний театр імені Івана Франка) — прем'єра відбулася 16 листопада 2018 року
- 25 травня — «Чайка» за п'єсою Антона Чехова (реж. Віктор Гирич, Київський академічний театр юного глядача на Липках) — прем'єра відбулася 1 жовтня 1999 року (інша прем'єрна дата — 2004 року)[105]
- 26 травня — «Гедда Габлер» за п'єсою Генріка Ібсена (реж. Олена Щурська, Київський академічний театр «Золоті ворота») — прем'єра відбулася 26 травня 2017 року[106]
- 26 червня — «Кольори» Павла Ар'є (реж. Влада Бєлозоренко, Київський академічний театр «Золоті ворота») — прем'єра відбулася 4 лютого 2017 року[107]
- 14 липня — «Криза» Ореста Огородника (реж. Орест Огородник, Національний академічний український драматичний театр імені Марії Заньковецької) — прем'єра відбулася 31 липня 2009 року.
- 17 липня — наказом по Національному академічному українському драматичному театру ім. Марії Заньковецької списані з репертуару вистави «Ісус, син Бога живого» Василя Босовича (реж. Федір Стригун, прем'єра 3 травня 1994 року), «Диво-квітка» Наталії Боймук (реж. Богдан Ревкевич, прем'єра 30 березня 2014 року), «Криза» Ореста Огородника (реж. Орест Огородник, прем'єра 31 липня 2009 року), «Соло для мідних труб» Ореста Огородника (реж. Орест Огородник, прем'єра 20 квітня 2019 року), «Три любові» Ісідори Дункан, Іллі Шнайдера (реж. Таїсія Литвиненко, прем'єра 17 липня 2004 року), «#АНТОНИЧ_МИ» Наталії Боймук (реж. Богдан Ревкевич, прем'єра  29 лютого 2020 року).
- 27 листопада — «Жінко, сядь» за п'єсою «Любов сильніша» Наталії Блок (реж. Максим Голенко, Дикий Театр) — прем'єра відбулася 29 листопада 2018 року.

### Театральні гастролі
- березень — Івано-Франківський національний академічний обласний музично-драматичний театр імені Івана Франка в рамках проєкту «Театр у зоні доступу» робить гастролі до Сєвєродонецька і Чорнобиля із виставою «Солодка Даруся»[108][109][110].
- 4 — 8 серпня — Миколаївський академічний художній російський драматичний театр взяв участь у Міжнародному театральному фестивалі «ARTimi» (м. Сведасай[en] та м. Анікщяй, Литва) із виставою-комедією «Селфі зі склерозом» (реж. Костянтин Гросман)[111][112].
- 9 — 10 жовтня — Київський академічний театр драми і комедії на лівому березі Дніпра взяв участь у Міжнародному театральному фестивалі «Radar Ost» (м. Берлін, Німеччина) із виставою «Погані дороги» (реж. Тамара Трунова). Фестиваль проходив на сцені Німецький театр у Берліні[de]. Головною темою стало «Мистецтво і конфлікти»[113].
- 15 листопада — вистава «Сон літньої ночі» (реж. Андрій Білоус, Київський національний академічний Молодий театр)  взяв участь у Міжнародному Шекспірівському фестивалі в Єревані на сцені Театру Амазгаін
- 28 грудня — Творчий вечір Андрія Жолдака, найпопулярнішого українського режисера на теренах театральної Європи (Концерт-холл «БельЕтаж», м. Київ)[114]

### Український театр в світі
- 29 листопада — На X Міжнародному театральному фестивалі «COM•MEDIA» (м. Алітус, Литва) Стас Жирков переміг в номінації «Кращий режисер», Роман Ясіновський — «Кращий актор фестивалю» за виставу «Тату, ти мене любив?» (Київський академічний театр «Золоті ворота»)[115][116]
- 7 грудня — Археологічна опера CHORNOBYLDORF композиторів Романа Григоріва та Іллі Разумейка увійшла до шести найкращих опер та музично-театральних перформансів світу за версією конкурсу Music Theater Now — конкурс, започаткований Міжнародним інститутом театру та Роттердамським оперним фестивалем, за підтримки провідних оперних фестивалів світу, вибір робиться з 500 нових вистав із 50 країн світу кожні три роки[117][118]
- 19 грудня — Трагіфарс «Калігула» за Альбером Камю Харківського державного академічного українського драматичного театру ім. Тараса Шевченка у постановці Олександра Ковшуна отримав перемогу у трьох основних номінаціях XXVIII Міжнародного фестивалю експериментального театру (The Cairo International Festival for Contemporary & Experimental Theatre), що проходить у м. Каїр (Єгипет): Гран-прі фестивалю («Калігула»), Кращий режисер (Олександр Ковшун), Краща чоловіча роль (Максим Стерлік за роль Калігули)[119][120][121][122]
- Проєкт «Театральне вікно до Європи», суть якого у практичному знайомстві українських студентів театральних вишів із різноманіттям напрямків та шкіл (ініціатор проєкту — Дмитро Терновий, актор і драматург «Театру на Жуках», м. Харків)[123]

### Театральні скандали
- 1 березня Євген Лавренчук, головний режисер Одеського національного академічного театру опери та балету повідомив про скоєння на нього напад в Одесі. Невідомі били режисера по обличчю та голові, в результаті чого отримано різане поранення[124][125][126]. Вже 2 березня виходить розлоге інтерв'ю Лавренчука журналісту Олегу Вергелісу[127]. Одеська опера публікує своє трактуванні історії та пригадує подробиі минулорічного побиття[128], за матеріалами театру виходить низка публікацій[129][130]. Того ж дня Комітет з Національної премії України імені Тараса Шевченка публікує заяву про отримання листів (анонімних та за підписами шанованих митців) «із закликами в жодному разі не нагороджувати Євгена Лавренчука, головного режисера Одеського національного академічного театру опери та балету, за його постановку «Травіати» Дж. Верді» та звертають увагу на «не пов’язаних між собою адрес містять більш-менш однакові аргументи подекуди однаковими словами»[131][132]. Протягом 3 березня вийшла програма «Ми з Ігорем Покровським» на каналі «Медіа-Інформ» з гостями в студії Надією Бабіч (в.о. генеральної директорки Одеського національного академічного театру опери та балету) та В’ячеславом Чернухо-Волічем (головний диригент театру)[133]. Із підтримкою Євгена Лавренчука виступив директор Польського театру у Познані, очільний Національний Інститут Театру у Польщі Мацей Новак[pl][134], аналіз ситуації в своїй статті на сторінках газети  «День» робить Ольга Стельмашевська[135]. Матеріали–розслідування вийшли на порталах Yabl[136], «Театральна риболовля»[137], «ЛІГА.net»[138] та інших[139].
- березень — Голова Харківської обласної державної адміністрації Айна Тимчук зробила заяву про те, що середня зарплата в закладах культури становить 16,5 тисяч гривень, що не відповідає дійсності. Заява, накладена на відсутність виплат спровокували працівників театрів Харкова до ініціації мітинга[140][141][142] Під стани ХОДА представники театрів вийшли 22 березня. В акції взяло участь близько 200 людей. Використовувалися плакати із надписами «Борітеся — поборете», «Театр — зброя, тому за нього треба боротися», «До театру традиційно йдуть почути правду», «Мистецтво врятує»[143]. Із рефреном «тидищ! де мої 16,5 тищ?» записали та випустили аудіотрек на підтримку акції[144][145]. Протест продовжився й до Всесвітнього дня театру 27 березня (на майдані Свободи біля ХОДА пройшов музичний «Тидищ! Концерт» за участі музикантів «Bud'more», «Dостоевсkий FM», Олега Каданова, Бориса Севастьянова, Міська Барбари, «П@П@ Карло»), й 12 квітня[139][146]
- У Херсоні у театрі імені Миколи Куліша до професійного свята Дня театру влаштували «закриту вечірку» для своїх, під час проведення якого порушувалися карантинні вимоги, дефелювали напівоголені дівчата та у режимі аукціону зібрали 200 тисяч гривень[139][147][148]
- 22 квітня режисер-постановник Львівського театру ім. Марії Заньковецької Орест Огородник повідомив, що, за рішенням гендиректора театру Андрія Мацяка, з репертуару прибрали всі його вистави[149]. За уточненнями прес-служби театру інформація не відповідає дійсності — вистави «Криза», «Останній гречкосій», «Соло для мідних труб» продовжують знаходитися у діючому репертуарі театру[150]. При цьому театр відмовився від подальших послуг Огородника як драматурга.
- У серпні опинився в центрі скандалу у зв'язку з отриманням на свою адресу одночасного звинувачення з боку кількох жінок у домаганнях опинився актор Володимир Талашко. Театральний критик і сценарист Богдан Панкрухін 8 серпня 2021 оприлюднив допис у фейсбуці з розповідями двох конкретних дівчат[151][152]. Пізніше з'явилися подібні звинувачення від інших молодих жінок. Актора звинуватили його студентки та колишні абітурієнтки (запрошення додому під приводом допомоги в навчанні чи влаштуванні до вишу, фотографування оголеною, цілування), а також журналістка, що стверджує про приставання під час інтерв'ю. За словами журналістки Яніни Соколової, яка свого часу вчилася в інституті Карпенка-Карого, такі випадки у виші не є поодинокими. Міністр культури та інформаційної політики Олександр Ткаченко у своєму коментарі зазначив, що започатковано службове розслідування. Володимир Талашко всі звинувачення відкидає[153][154][155]. Згодом, Володимир Талашко написав заяву за власним бажанням й припинив викладання в університеті. Його кейс став прецедентом офіційного розслідування харасменту у творчому виші із успішною його розв'язкою[156]. Відповідно до запиту «Інтерфакс — Україна», у січні 2023 року у нацполіції заявили, що не встановили обставин, які можуть свідчити про сексуальні домагання до студенток із боку викладача Володимира Талашка в Київському національному університеті театру, кіно та телебачення ім. І. Карпенка-Карого[157].
- По допрем'єрному показу нової вистави «Три сестри» у Харківському театрі ім. Олександра Пушкіна вийшла розгромна рецензія театрального критика Олександра Аннічева. За твердженням режисера Олександра Середіна, рецензія стала причиною рішення не вводити виставу до репертуару театру, а в.о. керівника надала рекомендації щодо внесення змін у вестиву. Режисер відмовився від змін й написав заяву на звільнення. Також заяви написали актори театру Олег Маковейчук (грав Андрія Прозорова) та Аріна Колесніченко (грала Ірину)[158][159]. Наступними днями з'явився коментар в.о. директора театру ім. Пушкіна Олени Ткаченко, яка заперечувала твердження про наявність цензури в театрі, й називає причиною звільнення Олександра Середина небажання ним «дотримуватися трудової дисципліни, елементарної субординації». Зокрема наводиться приклад знятого з ролі Федотика актора Олексія Петровича[160].

Конкурсні скандали
- Харківський державний академічний російський драматичний театр імені О. С. Пушкіна провів 2021 рік без очільника. Переможці конкурсного добору Сергій Бичко від 3 лютого, а згодом Анатолій Вінник від 4 серпня не затверджуються облрадою[139][161][162][163]
- У супроводу гучного скандалу пройшов конкурс на посаду художнього керівника Київського академічного театру юного глядача на Липках. По аналогії із конкурсом 2016 року, колектив виступив під гаслом «Не віднімайте театр у дітей» проти будь-яких змін театру, яким із 1991 року керував Віктор Гирич. Соціальні мережі та ЗМІ наситилися емоціними виплесками безаргументованих звинувачень[164][165][166]. Сюжет у випуску «Факти» на «ICTV» складається із низки не підтверджених фактів[167]. Дія контракту Віктора Гирича сплив 21 вересня, й вже з 22-го вступив на посаду новий керівник — В'ячеслав Жила[168]. Збір трупи із новим керівником театру відбувся 28 вересня, під час якого було оголошено плани роботи, найближчі постановки та вектор розвитку театру[169].
- Конкурс з добору на посаду керівника Кіровоградського академічного українського музично-драматичного театру ім. Марка Кропивницького мав відбутися 17 серпня, проте обидва здобувачі (Ігор Спінул та Євген Курман) напередодні відізвали свої заяви, й Кіровоградська обласна рада повторно оголосила конкурс[170]. Документи на конкурс подали три кандидати, мотиваційний лист одного з них, Олексія Дорошева, один в один збігається з мотиваційним листом Ігоря Спінула з попереднього подання[171]. Під час конкурсного засідання на питання про збіг, кандидат Дорошеву зауважив про подібність бачень, позицій, та й загалом, він-де цю програму «декларував, писав і провадив ще 30 років тому»[172]. По завершенню конкурсного етапу відбулася низка подій, в яких робилася спроба розібратися в ситуації: етер на «Суспільне Кропивницький»[173], прес-конференцію провів Сергій Компанієць[174][175], взяв участь з обговорення у медійних проєктах[176].
- У вересні на конкурсі на посаду директора — художнього керівника Київського камерного театру «Дивний замок» перемогла Аліна Чуєшова, після чого незгодна попередня адміністрація театру розпочала скандальну процедуру байкотування рішення та оскарження його у судовому порядку. У грудні відбулася примирна зустріч, яка конфлікту так і не зарадила[177]

## Прем'єри
Протягом 2021 року українські театри випустили понад 400 прем’єр.
Початок року з урахуванням карантинних обмежень – виходило по 10-20 нових вистав. Піковим місяцем видався травень – понад 70 прем’єр.
До вшанування ювілею Лесі Українки, протягом року вийшло понад 20 вистав, пов’язаних з її іменем – за мотивами творів або біографічних.

## Фестивалі, театральні школи, форуми
- січен — Театральний експертний рейтинг «Київський рахунок» визначив кращі українські вистави 2000-х (в опитуванні взяли участь 15 експертів: Олег Вергеліс, Віталій Жежера, Ганна Веселовська, Ганна Липківська, Майя Гарбузюк, Яна Партола, Юлія Бірзул, Ірина Чужинова, Олена Мигашко, Юрій Володарський, Ельвіра Загурська, Людмила Олтаржевська, Марина Котеленець, Алла Підлужна)[179]
- 13 березня — 6 червня — Всеукраїнський театральний фестиваль «Чехов фест» (м. Суми)[180]
- 22 — 28 березня — III Відкритий театр-фест «Персонажі» (м.Бердянськ)
- 27 березня — 1 квітня — VII Міжнародний фестиваль комедійного мистецтва «ГаШоТю»
- 1 — 3 квітня — ІІ Всеукраїнський фестиваль комедії та естрадного гумору «ШтрикАло» (м. Кам'янець-Подільський)
- 20 — 29 березня — XXIX Фестиваль-конкурс на здобуття вищої театральної нагороди Придніпров’я «Січеславна» (м. Дніпро, Запоріжжя, Кривий Ріг, Павлоград, Кам'янське)[181]
- 18 — 26 квітня — VIII Міжнародний фестиваль українського театру «Схід-Захід» (пол. «Wschód-Zachód») (онлайн) (м. Краков, Польща)[182]
- 23 — 30 квітня — Фестиваль монодрам «Відлуння — 2021» (онлайн) (м. Хмельницький)[183]
- 24 — 29 квітня — II Міжнародний фестиваль фізичного театру «Mime Wave Festival» (онлайн): міжнародна та українська програми (м. Амстердам)[184]
- 14 — 16 травня — XIII Всеукраїнський фестиваль «Театральна легенда» ім. Михайла Силаєва (м. Краматорськ)[185][186]
- 28 — 30 травня — II Міжнародний фестиваль сучасного мистецтва ГогольFest STARTUP-2021 (м. Маріуполь)[187]
- 1 червня 2021 — 31 травня 2022 — Міжнародний театральний фестиваль камерних вистав AndriyivskyFest. II «Незалежні» (Київський академічний театр «Колесо», м. Київ)
- 5 — 6 червня — І Всеукраїнський театральний фестиваль для дітей та молоді «Маленький Принц» (м. Ірпінь)
- 6 червня — Мистецький форум «Вистави за п’єсами Старицького — історія та сучасність» (Хмельницький обласний український музично-драматичний театр імені Михайла Старицького, м. Хмельницький)[188][189]
- 16 — 20 червня — VIII Мистецький фестиваль «Ї» (м. Тернопіль)
- 22 — 27 червня — V Міжнародна театральна школа «Театрон —21» (Миколаївський академічний художній російський драматичний театр, м. Миколаїв)[190][191][192][193][194][195]
- 25 червня — 3 липня — XXVI Всеукраїнський фестиваль театрального мистецтва «Від Гіпаніса до Борисфена» — фестиваль аматорських театральних колективів та студій (м. Очаків)
- 2 — 7 липня — XIV Фестиваль театрів «Молоко» (м. Одеса, Миколаїв, Херсон)[196]
  - HeadLiner — «Майтсер та Маргарита» (Полтавський театр Миколи Гоголя)
  - Гран-Прі — «Нація» (Івано-Франківський театр ім. Івана Франка)
  - 1 місце — «Пливе човен, казок повен» (Рівненський театр ляльок)
  - 2 місце — «СуперСтар» (Олексій Красних, Київ); «Не плачте за мною ніколи» (Копродукція Херсонського театру Миколи Куліша та Київського театру Івана Франка)
  - 3 місце — «Іра» (Івано-Франківська філармонія Іри Маланюк)
  - Приз глядацьких симпатій — «Однокласники» (Театр «Віримо», Дніпро)
  - Спеціальний приз директора фестивалю — «Час Плине» (Художній театр «Революційна 13», Кривий Ріг)
  - Номінація «Кращий акторський дует» — Марія Кабакчей та Ганна Мілешина у виставі «Две.Рь» (Театру на Чайній, Одеса)
  - Номінація «Авторська музика» — вистава «Бісов кут» (UROBOROS THEATRE, Одеса)
  - Номінація «Краща актуальна вистава» — вистава «Чуваки не святкують або UKRAINIAN» (Театр «Ампулка», Харків)
  - Диплом за участь: вистава «Золотий полудень» (Вокально-театральна студія «Голос Джельсоміно», Одеса); вистава «Крапля Таланту. Монологи» (Театр палацу культури Тараса Шевченка, Ізмаїл); вистава «Хто він?» та «Тітонька на мільйон» (Чортківський театр Панаса Карабіневича)
- 3 — 9 липня — Фестиваль оперного мистецтва та класичної музики «Опера в мініатюрі» (м. Кам’янець-Подільський)[197]
- 30 липня — 2 серпня — V Фестиваль театрів ляльок та студій лялькового мистецтва «Кришталева лялька» (Миколаївський обласний театр ляльок)
- 11 — 15 серпня — Фестиваль-лабораторія ідей актуального театру «iStage» (проект культурно-мистецьких ініціатив «Діалог мовою мистецтва», м. Маріуполь)[198]
  - «Про що казав Заратустра [Цифрові театральні уроки]» від ЦСМ Дах, Київ; Незалежний театральний проєкт «Осінь на Плутоні», Львів; «Одноклассники» від театру «Віримо», Дніпро; «Клас» від Київський академічний театр драми і комедії на лівому березі Дніпра, Київ, «Нові шрами» від «Дикого театру», Київ; «Дванадцята ніч, або що захочете» від Франківського драмтеатру та команди Project W, Івано-Франківськ; «Страждання на Гончарівці» від Театру «Нєфть», Харків
- 18 — 22 серпня — V Фестиваль «СТеП» («Справжніх ТЕатральних Патріотів») (Театральна студія «ВІК», с. Підвірне, Чернівецька область)
- 20 серпня — V Фестиваль присвячений опереті «Біла акація» Ісаака Дунаєвського «Акація Фест» (Одеський академічний театр музичної комедії імені М. Водяного)[199]
- 22 серпня — 15 вересня — VI фестиваль мистецтв «Оксамитовий сезон в Одеській опері» (Одеський національний академічний театр опери та балету)
- 27 — 29 серпня — IV Міжнародний англомовний театральний фестиваль «Pro.Act Fest IV Permission to Intermission» (у приміщенні Національної кінематеки України)[200]
- 3 — 5 вересня — Фестиваль сучасного мистецтва «Dream ГогольFest» (м. Херсон)
- 3 — 5 вересня — VI Театральний фестиваль «Кіт Ґаватовича» (фокус-тема «Нова гравітація») (м. Львів)[201]
- 3 — 5 вересня — Фестиваль пам’яті Едуарда Митницького «Простір Майстра» (Київський академічний театр драми і комедії на лівому березі Дніпра)[202][203][204]
- 3 — 11 вересня — ХХІІІ Міжнародний театральний фестиваль «Мельпомена Таврії» (м. Херсон)[205][206][207][208]
- 5 — 12 вересня — XII Всеукраїнський фестиваль «Коломийські представлення» (Коломийський академічний обласний український драматичний театр імені Івана Озаркевича)
- 9 — 11 вересня — Театрально-урбаністичний фестиваль «Parade-fest» — «Культура переходу» (м. Харків)[209]
- 10 вересня — Всеукраїнський фестиваль театрів ляльок «Прем'єри сезону 2019 — 2021»[210][211]
  - «Найкраща чоловіча роль» — Микола Карпенко у виставі «Бонжур, Катрусю!» (Закарпатський обласний театр ляльок «Бавка»). Номінанти: Микола Мацьків — Чоловік (Юда) та Олексій Бакін — Прочанин у виставі «На полі крові» (Івано-Франківський академічний обласний театр ляльок імені Марійки Підгірянки); Богдан Брантюк — Лис у виставі «А хай то качка копне» (Тернопільський академічний обласний театр актора і ляльки); Олесій Кравчук — Отець Понс у виставі «Діти Ноя» (Львівський академічний театр естрадних мініатюр «І люди, і ляльки»); Олексій Криворучко — Мауглі у виставі «Мауглі» (Волинський академічний обласний театр ляльок).
  - «Найкраща жіноча роль» — Елла Григор'єва — мадам Катрін, Катруся у виставі «Бонжур, Катрусю!» (Закарпатський академічний  обласний театр ляльок). Номінанти: Людмила Зборовська — Мадемуазель Марсель у виставі «Діти Ноя» (Львівський академічний театр естрадних мініатюр «І люди, і ляльки»); Юлія Шустова — Мама у виставі «Мій дідусь був вишнею» (Полтавський академічний обласний театр ляльок); Юлія Гольонко — Оповідач, Хмаринка у виставі «Смачна історія» (Рівненський академічний обласний театр ляльок); Алла Вітрюк — Джанет у виставі «Леді в лавандовому» (Полтавський академічний обласний театр ляльок); Ольга Одинська — Друга дівчина, Ведмідь, Вовк, Лисиця у виставі «Солом'яний бичок» (Дніпровський міський театр ляльок «Театр актора і ляльки»).
  - «Найкраща оригінальна музика до вистави» — Олена Шевченко-Міхайловська за музику до вистави «Мій дідусь був вишнею» (Полтавський академічний обласний театр ляльок. Номінанти: Катерина Палачова за музику до вистави «Раз-два-три-чотири-п’ять… Вінні-Пух іде шукать» (Харківський державний академічний театр ляльок імені В. А. Афанасьєва); Костянтин Яворський за музику до вистави «Козак Мамай» (Херсонський академічний обласний театр ляльок); Олександр Бурміцький за музику до вистави «А хай то качка копне» (Тернопільський академічний обласний театр актора і ляльки); Руслан Драпалюк за музику до вистави «Смачна історія» (Рівненський академічний обласний театр ляльок); Віталій Маник за музику до вистави «Жадібний раджа» (Івано-Франківський академічний обласний театр ляльок імені Марійки Підгірянки).
  - «Найкраща режисура» — Марина Богомаз за виставу «Смачна історія» (Рівненський академічний обласний театр ляльок). Номінанти: Михайло Урицький — вистава «Діти Ноя» (Львівський академічний театр естрадних мініатюр «І люди, і ляльки»); Олександр Коваль — вистава «Раз-два-три-чотири-п’ять… Вінні-Пух іде шукать» (Харківський державний академічний театр ляльок імені В. А. Афанасьєва); Дмитро Драпіковський — вистава «Жадібний раджа» (Івано-Франківський академічний обласний театр ляльок імені Марійки Підгірянки); Ірина Ципіна — вистава «Мій дідусь був вишнею» (Полтавський академічний обласний театр ляльок); Павло Кільницький — вистава «На полі крові» (Івано-Франківський академічний обласний театр ляльок імені Марійки Підгірянки).
  - «Найкраща сценографія і ляльки» — Інесса Кульчицька за виставу «Вечори на хуторі, або Билиці про вічне» (Закарпатський академічний обласний театр ляльок). Номінації: Віра Задорожня за вистави «Мюнхгаузен» (Київський муніципальний академічний театр ляльок на лівому березі Дніпра) та «Жадібний раджа» (Івано-Франківський академічний обласний театр ляльок імені Марійки Підгірянки); Наталія Бакулєва за виставу «DAWN-WAY. Дорога в нікуди» (Одеський академічний обласний театр ляльок); Зоряна Говзан за виставу «На полі крові» (Івано-Франківський академічний обласний театр ляльок імені Марійки Підгірянки); Карина Чепурна за виставу «Карлик Ніс» (Кіровоградський академічний обласний театр ляльок); Віктор Нікітін за виставу «Раз-два-три-чотири-п’ять… Вінні-Пух іде шукать» (Харківський державний академічний театр ляльок імені В. А. Афанасьєва).
  - «Найкраща вистава для дітей дошкільного віку» — «Смачна історія» (Рівненський академічний обласний театр ляльок). Номінація: «Прийде сіренький вовчок» (Чернігівський обласний театр ляльок імені Олександра Довженка); «Мафін і Сміттюк» (Хмельницький академічний обласний театр ляльок); «Зоряний малюк» (Закарпатський академічний обласний театр ляльок); «Зубата втрата» (Київський академічний театр ляльок); «В гості до Сонечка» (Львівський академічний театр естрадних мініатюр «І люди, і ляльки»).
  - «Найкраща вистава для дітей шкільного віку» — «Мій дідусь був вишнею» (Полтавський академічний обласний театр ляльок). Номінація: «Раз-два-три-чотири-п’ять… Вінні-Пух іде шукать» (Харківський державний академічний театр ляльок імені В. А. Афанасьєва); «Бонжур, Катрусю!» (Закарпатський академічний  обласний театр ляльок); «Русалонька» (Одеський академічний обласний театр ляльок); «Жадібний раджа» (Івано-Франківський академічний обласний театр ляльок імені Марійки Підгірянки); «Мюнхгаузен» (Київський муніципальний академічний театр ляльок на лівому березі Дніпра).
  - «Найкраща вистава для молоді і дорослих» — «На полі крові» (Івано-Франківський академічний обласний театр ляльок імені Марійки Підгірянки). Номінації: «Діти Ноя» (Львівський академічний театр естрадних мініатюр «І люди, і ляльки»); «Вечори на хуторі, або Билиці про вічне» (Закарпатський академічний обласний театр ляльок); «DAWN-WAY. Дорога в нікуди» (Одеський академічний обласний театр ляльок); «Леді в лавандовому» (Полтавський академічний обласний театр ляльок).
  - «Найкраща акторська робота з лялькою» — Віталій Бурлеєв — Вінні Пух у виставі «Раз-два-три-чотири-п’ять… Вінні-Пух іде шукать» (Харківський державний академічний театр ляльок імені В. А. Афанасьєва). Номінації: Ігор Мірошниченко — Ослик Іа у виставі «Раз-два-три-чотири-п’ять… Вінні-Пух іде шукать» (Харківський державний академічний театр ляльок імені В. А. Афанасьєва); Сергій Мамон — Тоніно у виставі «Мій дідусь був вишнею» та Андреа у виставі «Леді в лавандовому» (Полтавський академічний обласний театр ляльок); Максим Борисов — Якоб у виставі «Карлик Ніс» (Кіровоградський академічний обласний театр ляльок); Ігор Маджуга — Хлопчик та Сергій Несміянов — Вовчок у виставі «Прийде сіренький вовчок» (Чернігівський обласний театр ляльок імені Олександра Довженка).
  - «Найкраща акторська робота з лялькою» — Ірина Винник — Ослик Мафін у виставі «Мафін і Сміттюк» (Хмельницький академічний обласний театр ляльок). Номінація: Світлана Булигіна — Курчата та Тетяна Шелельо у виставі «В гості до Сонечка» (Львівський академічний театр естрадних мініатюр «І люди, і ляльки»); Наталія Поліщук — Мишка Моллі у виставі «Мафін і Сміттюк» (Хмельницький академічний обласний театр ляльок); Вікторія Міщенко — П’ятачок у виставі «Раз-два-три-чотири-п’ять… Вінні-Пух іде шукать» (Харківський державний академічний театр ляльок імені В. А. Афанасьєва); Олександра Коляда у виставі «Солом'яний бичок» (Дніпровський міський театр ляльок «Театр актора і ляльки»).
  - «Найкращий акторський ансамбль» — «Раз-два-три-чотири-п’ять… Вінні-Пух іде шукать» (Харківський державний академічний театр ляльок імені В. А. Афанасьєва). Номінація: «DAWN-WAY. Дорога в нікуди» (Одеський академічний обласний театр ляльок); «Діти Ноя» (Львівський академічний театр естрадних мініатюр «І люди, і ляльки»); «Леді в лавандовому» (Полтавський академічний обласний театр ляльок); «На полі крові» (Івано-Франківський академічний обласний театр ляльок імені Марійки Підгірянки); «А хай то качка копне» (Тернопільський академічний обласний театр актора і ляльки).
  - «За дебют»: Павло Кільницький — режисер вистави «На полі крові» (Івано-Франківський академічний обласний театр ляльок імені Марійки Підгірянки); Андрій Окладов — режисер вистави «Не їжачок» (Рівненський академічний обласний театр ляльок); Яна Козак — режисерка вистави «Кошеня на ім'я Гав» (Запорізький академічний обласний театр ляльок).
  - Оскар від Карабаса–Барабаса: вистава «Зоря благодатна» (реж. Володимир Підцерковний, Львівський академічний обласний театр ляльок); Миколаївський академічний обласний театр ляльок за важливу соціальну місію — впровадження інклюзивних вистав в Україні (вистава «Мауглі»); Львівський академічний обласний театр ляльок за послідовний пошук форми «бейбі театру» у виставах «Як нотки пісеньку складали» та «Веселі Ангелята»; Дніпровський міський театр ляльок «Театр актора і ляльки» за важливу культурологічну місію — знайомство підростаючого покоління з календарно-обрядовими звичаями українського народу у виставі «Солом'яний бичок»; Хмельницький академічний обласний театр ляльок за висвітлення теми збереження природи, виховання екологічної свідомості у виставі «Мафін і Сміттюк»; Херсонський академічний обласний театр ляльок за пропаганду історичної спадщини, патріотичне виховання підростаючого покоління у виставі «Козак Мамай».
- 11 — 19 вересня — ІІ обласний відкритий фестиваль театрального мистецтва «Театральна брама» (Донецький академічний обласний драматичний театр, Маріуполь)[212][213]
- 17 — 20 вересня — III Відкритий театральний фестиваль «Scene-Fest» (м. Кропивницький)[214]
- 20 — 24 вересня — Міжнародний музично-театральний фестиваль «Перехрестя епох» (Дніпропетровський академічний театр опери та балету)[215]
- 20 — 26 вересня — LI Всеукраїнський театральний фестиваль «Вересневі самоцвіти» (м. Кропивницький)[216][217]
- 24 — 26 вересня — VI Міжнародний фестиваль «Fortuna Fest» (м. Черкаси)
- 29 вересня — 3 жовтня — Театральний фестиваль до 30-річчя Незалежності України «КУТ 30» (Дніпровський академічний театр драми і комедії)[218]
- 29 вересня — 3 жовтня — II Всеукраїнська лабораторія постановок молодими режисерами «С.Т.Р.У.М.» (Сучасна театральна режисура української молоді) (Хмельницький обласний український музично-драматичний театр імені Михайла Старицького)[219]
- 1 — 8 жовтня — XXXII Театральний фестиваль «Золотий Лев» (м. Львів)[220]
- 1 — 10 жовтня — XII Відкритий театральний-конкурс «Homo Ludens («Людина, що грає»)» (м. Миколаїв) (Миколаївський академічний художній російський драматичний театр)[221][222][223][224][225]
- 1 жовтня — 31 грудня — VII Міжнародний театральний фестиваль Традиції ДРЕВО (Театральний центр «Слово і голоС», м. Львів)
- 2 — 3 жовтня — Фестиваль сучасного мистецтва «ГогольFest Дніпро» (м. Дніпро)
- 2 — 4 жовтня — Всеукраїнський оперний форум «Opera UA 2021» (м. Харків)[226]
- 4 — 9 жовтня — XVII Міжнародний театральний фестиваль жіночих монодрам «Марія» (м. Київ, Камерна сцена ім. Сергія Данченка Національного академічного драматичного театру ім. І. Франка)[227]
- 5 — 9 жовтня — Мультижанровий фестиваль-конкурс для молодої аудиторії «СТРУС» (Перший український театр для дітей та юнацтва, м. Львів)
- 6 — 10 жовтня — ІІІ Всеукраїнський фестиваль театрального мистецтва «СвітОгляд» (Луганський обласний академічний український музично-драматичний театр, м. Сєвєродонецьк)[228]
- 8 — 9 жовтня — Драматургічний фестиваль «Тиждень актуальної п’єси» (м. Київ) (презентація результатів лабораторії Тиждень DRAMLAB/ NEO):[229][230]
  - Павло Коломієць («Black Label»), Діана Меркулова («Полярний ведмідь»), Поліна Пушкіна («Ава точно»), Лєна Кудаєва («Щоденник відмінниці»), Дарія Сємєчкіна («Як у житті»), Олена Шевченко («Не про ковід»), Віктор Сабалдашов («Всі бариги попадають в рай»), Олексій Паляничка («Не було такого»), Ростислав Шпиця («Пох ор они»).
- 8 — 10 жовтня — Всеукраїнський фестиваль аматорського театру «АКТ Другий. Урбаністичний» (м. Хмельницький)[231]
- 14 жовтня — VIII Конкурс україномовних п’єс «Драма.UA»[232]
- 14 — 17 жовтня — VII Відкритий фестиваль-конкурс аматорських театральних колективів «Комора» (м. Кам’янець-Подільський)[197]
- 21 — 23 жовтня — Всеукраїнський фестиваль балету «Ballet UA» (Національний академічний театр опери та балету України імені Тараса Шевченка, м. Київ)[233][234]
- 22 — 24 жовтня — I Відкритий фестиваль театрального мистецтва «Театральна осінь» (м. Ковель)[235][236][237]
- 29 — 31 жовтня — ІІІ Фестиваль драматургії любові і бобра «Липневий МЕД (м. Київ)
- 6 — 13 листопад — Міжнародний фестиваль сучасного танцю «Танець, який ми обираємо» (м. Київ, Одеса)
- 19 — 21 листопад — I Міжнародний мистецький фестиваль «Код Ступки» (м. Київ) — показ вистави Національного грузинського театру ім. Шота Руставелі «Кінець гри», спецпоказ «Ступка: ретроспектива», спільна виставка робіт художників України та Грузії[238][239][240]
- 22 — 28 листопада — VIII Фестиваль осінніх театральних вечорів «Зірковий листопад в Закарпатті» (Мукачівський драматичний театр)
- 28 — 30 листопада — Артрезиденція театрів ляльок «DniproPuppet» (Дніпровський міський театр ляльок)
- 29 листопада — 5 грудня — Фестиваль про технології, освіту, лабораторну роботу в театрі для дітей «Kurbas. Technologies. Kids&Teens» (онлайн)
- 1 — 5 грудня — XXXV Фестивалі «Грудневі театральні вечори» (Чернігівський обласний молодіжний театр)[241]
- 9 — 10 грудня — V Всеукраїнський фестиваль театрального мистецтва «Мім-Сесія» (Криворізький театр музично-пластичного мистецтва «Академія руху», м. Кривий Ріг)[242]
  - «Оригінальне вирішення теми представлення мистецтва пантоміми» — студентський театр «МІМ-АРТ Лабораторія» Київської муніципальної академії естрадно-циркового мистецтва (керівник — Наталя Ужвенко)
  - «Краще режисерсько-хореографічне вирішення» — «Буратіно» (реж. Андрій Романов, балетм. — Дар’я Жужура) Запорізького муніципального театру танцю
  - «Краща чоловіча роль» — Євген Сокольченко за роль Джакомо Казанови у виставі «Казанова» (реж. Євген Сокольченко) Миколаївського академічного художнього драматичного російського театру
  - «Кращий акторський дует» — Олександра Тарновська та Микола Левченко за гру у виставі «Осінній рок-н-рол» Херсонського академічного музично-драматичного театру ім. Миколи Куліша
  - «За високу майстерність і сценічну культуру» — Лариса Кадирова за майстер-клас-виставу «Не плачте за мною ніколи» Національного драматичного театру імені Івана Франка
  - Гран-прі — пластична драма «Пейзаж» (реж. Сергій Бєльський) Криворізького академічного міського театру музично-пластичних мистецтв «Академія руху»
- 9 — 10 грудня — XII драматургічний фестиваль «Тиждень актуальної п'єси» (м. Київ)
- 11 — 14 грудня — III «Фестиваль сучасної драматургії. Інсценівки» в рамках Лабораторії драматургії Національної спілки театральних діячів України (м. Київ)
- 12 — 18 грудня — ХІ Фестиваль аматорських театрів «Маріуполь театральний» (м. Маріуполь)[243][244]
- 11 грудня — І Відкритий фестиваль аматорського театрального мистецтва «Галицьке люстро» (м. Червоноград)[245][246]
  - Гран-прі — Зразкова театр-студія «Бешкетники» Луцького Палацу культури
- Перенесені фестивалі
  - (???) 22 — 31 жовтня — XV театральний фестиваль комедії «Золоті оплески Буковини» (Чернівецький музично-драматичний театр імені Ольги Кобилянської, м. Чернівці)[247]

## Нагороди
- Премія імені Леся Курбаса — Дмитро Богомазов, головний режисер Національного академічного драматичного театру ім. І.Франка, постановник вистави «Украдене щастя»[248]
- Національна премія України імені Тараса Шевченка (театральне мистецтво) — вистава «Verba» за мотивами драми-феєрії Лесі Українки «Лісова пісня» Національного академічного драматичного театру ім. І.Франка — Сергій Маслобойщиков (автор інсценізації, режисер-постановник, художник-сценограф), Наталія Рудюк (художник по костюмах), Олександр Бегма (композитор)[249][250].
  - Учасники другого туру були[251]: опера «Лис Микита» Львівського національного академічного театру опери та балету імені Соломії Крушельницької — Василь Вовкун (режисер), Іван Небесний (композитор), Ганна Іпатьєва (художниця костюмів); вистава «Шинель» за однойменною п'єсою М. Гоголя Київського національного академічного Молодого театру — Андрій Білоус (режисер, автор інсценізації (лібрето), перекладач), Ніна Колеснікова (хореограф-постановник), Усеін Бекіров (композитор), Борис Орлов (художник-постановник, виконавець головної ролі); опера «La Traviata» Дж. Верді Одеського національного академічного театру опери та балету — Євген Лавренчук (режисер)[252]. Залишилися номінантами[253][254]: вистава «Погані дороги» Київського академічного театру драми і комедії на лівому березі Дніпра) — Тамара Трунова (режисер-постановник, співавтор музичного рішення), Наталія Ворожбит (автор п'єси), Оксана Черкашина (виконавиця ролі Наташі), Андрій Ісаєнко (виконавець ролі Стаса), Валерія Ходос (виконавиця ролі Юлі); вистава «Слава Героям» Київського академічного театру «Золоті ворота» — Павло Алєксєєв (Ар’є) (драматург), Станіслав Жирков (режисер).
- Премія Women in Arts (категорія «Жінки в театрі») в межах руху солідарності за ґендерну рівність #HeForShe в Україні — Тамара Трунова, головна режисерка Театр драми і комедії на лівому березі Дніпра[255]
  - Номінантки: Оксана Черкашина, Роза Саркісян, Ірина Гарець[256]
- Премія імені братів Євгена та Юрія Августина Шерегіїв у галузі театрального мистецтва за 2020 рік[257]
  - «Режисерсько–постановочна група» — група Мукачівського драматичного театру (вистава «Поліанна», реж. Євген Тищук);
  - «Актор (за найкраще втілення сценічного образу)» — Микола Карпенко (за роль козака Василя, Хоми Прута та коваля Вакули у виставі«Вечори на хуторі або билиці про вічне», Закарпатський академічний обласний театр ляльок)
  - «Актриса (за найкраще втілення сценічного образу)» — Лілія Приходько (за роль тітоньки Полі у виставі «Поліанна», Мукачівський драматичний театр)
  - «Актор/актриса (за найкраще втілення сценічного образу у виставі для дітей)» — Павло Проданюк (за роль хлопчика-ангела у виставі «Казка про лад», Закарпатський академічний обласний театру ляльок)
  - «Критик-театрознавець» — Василь Андрійцьо (керівник проекту), Михайло Микулець, Олеся Чепелюк та Василь Снітар за видання «Хуст — столиця Карпатської України — місто театральне»
- Премія імені А. Ф. Шекери у галузі хореографічного мистецтва — вирішено не присуджувати — жоден кандидат не набрав достатньої кількості голосів[258]
- Мистецька премія «Київ» (у галузі театрального мистецтва — мистецька премія «Київ» імені Амвросія Бучми) — Жураківська Олеся Вікторівна — актриса Київського академічного театру драми і комедії на лівому березі Дніпра, заслужена артистка України — за ролі у виставах «Розлучник» І.Сапдару, (2018 р.), «Схід-Захід» (2018 р.),  моновиставі «Усі найкращі речі» (2020 р.)[259]
  - В номінації також були представлені: Буравська Надія Федорівна — артистка-вокалістка Київського академічного театру українського фольклору «Берегиня», заслужена артистка України — за ролі у виставах «Українські вечорниці» (2018 р.), «Тіні забутих предків» (2019 р.), «Козацька Слава» (2019 р.), «Конотопська відьма» (2019 р.), «Веселощі Кухмістерки» (2020 р.), «Марія Примаченко. Світ чарівний» (2020 р.), «Животоки» (2020 р.); Пахомов Анатолій Вікторович — артист-вокаліст Київського академічного театру українського фольклору «Берегиня», заслужений артист України — за ролі у виставах «Українські вечорниці» (2018 р.), «Тіні забутих предків» (2019 р.), «Козацька Слава» (2019 р.), «Конотопська відьма» (2019 р.), «Веселощі Кухмістерки» (2020 р.), «Животоки» (2020 р.); Яремчук Лідія Григорівна — актриса Національного академічного театру російської драми ім. Лесі Українки, народна артистка України — за ролі у виставі «Різдвяні марева» за Н.Птушкіною (2018 р.), антрепризі «Закулісна комедія» за мотивами п`єси М. Коляди «Курка» (2018 р.)[260].
- Незалежна театральна премія ім. В’ячеслава Панченка (м. Харків)[261]
- 9 вересня — XXIX Премія в галузі театрального мистецтва «Київська пектораль» (м. Київ)[262]
  - Номінація «За вагомий внесок у розвиток театрального мистецтва» — українська акторка театру та кіно, громадський діяч, Народна артистка України — Раїса Недашківська;
  - Номінація «Подія року» — проєкт «Театр 360 градусів» (автори та продюсери проєкту — Даша Малахова та Наталія Чижова) за інноваційний культурний проєкт зі створення відеоверсії театральних постановок з використанням різних технологій і спецефектів, що доповнюють сюжет вистави;
  - Номінація «Спеціальна премія» — театр «Актор» за пошуки нових засобів залучення глядачів до ігрової природи театру (директор — художній керівник В’ячеслав Жила;
  - Номінація «Кращий народний театр» — Народний студентський театр «Березіль» Національного університету біоресурсів і природокористування України за виставу «Моя професія сеньйор з вищого світу або Мільйон у весільному кошику» (художній керівник та режисер Наталія Тітенко).
- 20 — 26 листопад — IV Всеукраїнський театральний фестиваль-премія «GRA» (м. Київ)
  - Прийом заявок завершився 15 березня[263] Оргкомітет оголосив 89 вистав, які пройшли технічний відбір[264][265][266]. До лонг-листу увійшли 30 вистав[267][268]. В оголошеному 15 липня шорт-листі — 12 вистав у 6 номінаціях[269]. Показ вистав-фіналістів відбувається онлайн з 20 листопада до 2 грудня[270]. На церемонії нагородження 4 грудня переможцями стали[271][272][273][274]:
    - За найкращу драматичну виставу — «Це дитя» (Закарпатський обласний угорський драматичний театр, м. Берегове);
    - За найкращу виставу камерної сцени — «Філоктет. Античний рейв» (Львівський академічний драматичний театр імені Лесі Українки);
    - За найкращу виставу для дітей — «А хай то качка копне» (Тернопільський академічний обласний театр актора і ляльки);
    - За найкращу музичну виставу у жанрі опери/оперети/мюзиклу — «Лис Микита» (Львівський національний академічний театр опери та балету ім. С. Крушельницької);
    - За найкращу хореографічну/балетну/пластичну виставу — «VIÑO» (Київський академічний театр драми і комедії на лівому березі Дніпра);
    - За найкращу пошуково-експериментальну виставу — «Чорнобильдорф» (PORTO FRANKO, NOVA OPERA);
    - За найкращу хореографію — Христина Слободянюк за виставу «Чорнобильдорф»;
    - За найкраще музичне рішення вистави — Роман Григорів та Ілля Разумейко за виставу «Чорнобильдорф»;
    - За найкращу сценографію — Роман Григорів та Ілля Разумейко за виставу «Чорнобильдорф»;
    - За найкращу чоловічу роль — Василь Сидорко за роль Ероса у виставі «Філоктет. Античний рейв»
    - За найкращу жіночу роль — Оксана Цимбаліст, за роль Афродити у виставі «Філоктет. Античний рейв»
    - За найкращу режисерську роботу — Роман Григорів та Ілля Разумейко за виставу «Чорнобильдорф».
- 8 грудня — Всеукраїнський конкурс на написання і постановку камерної опери для молодих композиторів та режисерів (Львівський національний академічний театр опери та балету імені Соломії Крушельницької):
  - І премію у номінаціях «Камерна опера» та «Режисура» — «Сон Прокули» Євгена Петрова, режисер — Антон Литвинов;
  - ІІ премію у номінаціях «Камерна опера» та «Режисура» — дитяча опера «У пошуках королеви» Євгенії Марчук та режисер Олександр Співаковський;
  - Диплом  учасника — композитор Володимир Богатирьов за оперу «Я кличу тебе».
- Премії НСТДУ (28 грудня):[275][276][277]
  - Премія імені Мар'яна Крушельницького — Гнатковський Олексій Іванович, актор Івано-Франківського академічного обласного українського музично-драматичний театру імені Івана Франка;
  - Премія імені Марії Заньковецької — Швайківська Ірина Йосипівна, акторка Львівського академічного театру імені Марії Заньковецької та Яремчук Лідія Григорівна, акторка київського Національного академічного театру російської драми імені Лесі Українки;
  - Премія «Наш Родовід» — Маляр Володимир Миколайович, актор Харківського академічного українського драматичного театру ім. Т.Г. Шевченка;
  - Премія імені Федора Нірода в галузі сценографічного мистецтва — Денисова Наталія Миколаївна, головний художник Харківського державного академічного театру ляльок імені В. А. Афанасьєва;
  - Премія імені Миколи Садовського — Захаревич Михайло Васильович, генеральний директор-художній керівник київського Національного академічного драматичного театру імені Івана Франка;
  - Премія імені Сергія Данченка — НЕ ВРУЧЕНА — голоси членів журі розділилися таким чином, що жодному номінанту не вистачило більшості для перемоги;
  - Премія імені Віктора Афанасьєва в галузі лялькового театру — Ясиновська Людмила Михайлівна, Київський академічний театр ляльок;
  - Премія імені Панаса Саксаганського — НЕ ВРУЧЕНА — через розмитість критеріїв журі не змогло визначити явного лідера; було прийнято рішення звернутися до Ради НСТДУ щодо уточнення Положення про щорічні премії НСТДУ;
  - Премія в галузі театрознавства і театральної критики — Щукіна Юлія Петрівна, старша викладачка кафедри театрознавства Харківського національного університету мистецтв ім. І. Котляревського;
  - Премія «За найкраще сценічне відтворення надбань українського народу, закладених у звичаях, обрядах, традиціях, фольклорі наших предків» — Баранкевич Галина Євгенівна, акторка Івано-Франківського академічного обласного українського музично-драматичний театру імені Івана Франка та Буравська Надія Федорівна, акторка Київського академічного театру українського фольклору «Берегиня».

## Звання
Розділ містить перелік лауреатів, які мають пряме відношення до театру.

### Народний артист України
- Білозуб Олександр Сергійович — головний художник Київського національного академічного театру оперети[278]
- Боклан Микола Володимирович — актор (м.Київ)[278]
- Золотько Світлана Григорівна — артистка, провідний майстрер сцени Київського академічного театру драми і комедії на лівому березі Дніпра"[278]
- Каспрук Тетяна Андріївна — провідний майстер сцени Львівського академічного молодіжного театру ім. Леся Курбаса[279]
- Міхіна Тетяна Володимирівна — артистка драми — провідний майстер сцени державного підприємства «Національний академічний драматичний театр імені Івана Франка» (м. Київ)[280]
- Рубльова Ружена Анатоліївна — артистка-вокалістка Херсонського обласного академічного музично-драматичного театру імені Миколи Куліша[278]
- Свєтліця Євген Тарасович — артист балету, провідний майстер сцени Львівського національного академічного театру опери та балету імені Соломії Крушельницької[278]
- Цибульська Надія Андріївна — артистка Львівського обласного академічного музично-драматичного театру імені Юрія Дрогобича[278]
- Швайківська Ірина Йосипівна — артистка драми Національного академічного українського драматичного театру імені Марії Заньковецької[278]
- Шербул Іван Петрович — актор драми, провідний майстер сцени Луганського обласного академічного українського музично-драматичного театру (м. Сєвєродонецьк)[281]

### Заслужений артист України
- Бачик Сергій Володимирович — актор драми Тернопільського академічного обласного українського драматичного театру імені Т.Г.Шевченка[279]
- Бекіров Усеін Різайович — піаніст, скрипаль, композитор, аранжувальник (м. Київ)[281]
- Бойко Валентина Василівна — артистці хору Національного академічного театру опери та балету України ім. Т. Шевченка, м. Київ)[281]
- Боймук Наталія Григорівна — артиса драми Національного академічного українського драматичного театру ім. Марії Заньковецької (м. Львів)[279]
- Борисюк Віталій Миколайович — актор (м.Київ)[278]
- Вітрюк Алла Георгіївна — артистка, провідний майстер сцени Полтавського академічного обласного театру ляльок[278]
- Водичев Андрій Володимирович — провідний майстер сцени Львівського академічного молодіжного театру ім. Леся Курбаса[279]
- Волков Ігор Віталійович — артист драми, провідний майстер сцени Київського академічного драматичного театрк на Подолі[278]
- Гнатюк Леонід Володимирович — артист оркестру Волинського академічного обласного українського музично-драматичного театру імені Т.Г.Шевченка[278]
- Грунічева Марія Юріївна — актриса, провідний майстер сцени, режисер Київського академічного театру «Колесо»[278]
- Гущин Віктор Олександрович — артист Житомирського академічного обласного театру ляльок[279]
- Заведія Олена Борисівна — артистка драми Житомирського академічного українського музично-драматичного театру імені І.Кочерги[278]
- Злакоман Олег Миколайович — артист-вокаліст, провідний майстер сцени Одеського національного академічного театру опери та балету[278]
- Лавренчук Євген Вікторович — головний режисер Одеського національного академічного театру опери та балету[278]
- Луговий Віталій Леонідович — актор драми Тернопільського академічного обласного українського драматичного театру імені Т.Г.Шевченка[278]
- Луценко Андрій Анатолійович — артист драми, провідний майстер сцени Донецького академічного обласного драматичного театру (м.Маріуполь)[278]
- Мавріц Олександр Карлович — артист, провідний майстер сцени Закарпатського академічного обласного українського музично-драматичного театру імені братів Юрія-Августина та Євгена Шерегіїв[278]
- Мільков Сергій Віталійович — соліст-вокаліст Одеського академічного театру музичної комедії імені М.Водяного[278]
- Мокренко Ігор Вікторович — соліст опери Національного академічного театру опери та балету України імені Т.Г.Шевченка", м.Київ[278]
- Рибка-Пархоменко Наталія Володимирівна — провідний майстер сцени Львівського академічного молодіжного театру імені Леся Курбаса[279]
- Руденко Максим Олександрович — актор Миколаївського академічного українського театру драми та музичної комедії[278]
- Савкін Олег Володимирович — артист Національного академічного театру російської драми імені Лесі Українки (м.Київ)[278]
- Січко Петро Ігорович — артист оркестру Національного академічного українського драматичного театру ім. Марії Заньковецької (м. Львів)[279]
- Тітов Ігор Іванович — артист, провідний майстер сцени Дніпропетровського академічного обласного українського молодіжного театру[278]
- Ткачук Ярослав Олегович — артист балету — провідний майстер сцени Національного академічного театру опери та балету України ім. Т.Г. Шевченка (м. Київ)[279]
- Тритенко Олексій Олександрович — актор Київського національного академічного Молодого театру[278]
- Федінчик Андрій Григорович — актор (м.Київ)[278]
- Холодняк Євгеній Валерійович — артист Івано-Франківського національного академічного драматичного театру імені Івана Франка[278]
- Циганська Тетяна Михайлівна — артистка-вокалістка, провідний майстер сцени Харківського академічного театру музичної комедії[279]
- Чайковський Андрій Борисович — артист оркестру Львівського національного академічного театру опери та балету імені Соломії Крушельницької[278]
- Щербата Тетяна Іванівна — акторка, майстер сцени Одеського обласного театру ляльок[279]

### Заслужений діяч мистецтв України
- Жила В'ячеслав В'ячеславович — директор — художній керівник Київського академічного театру «Актор»[278]
- Івлюшкін Павло В'ячеславович — головний балетмейстер Одеського академічного українського музично-драматичного театру імені В.Василька[278]
- Мисак Юрій Орестович — директор — художній керівник Першого академічного українського театру для дітей та юнацтва (м. Львів)[279]
- Петренко Надія Василівна — керівник літературно-драматургічної частини Запорізького академічного обласного театру юного глядача[278]
- Свистун Артем Олександрович — директор — художній керівник Миколаївського академічного художнього російського драматичного театру[279]
- Тулузов Ігор Георгійович — перший заступник генерального директора Харківського національного академічного театру опери та балету імені М.В.Лисенка[278]

### Заслужений працівник культури України
- Адамчук Тетяна Олегівна — начальник відділу Національного академічного театру опери та балету України імені Т.Г.Шевченка (м.Київ)[278]
- Левченко Наталія Миколаївна — заступник директора Одеського театру юного глядача імені Юрія Олеші[278]
- Тененбаум Владислав Григорович — начальник відділу Національного академічного театру російської драми імені Лесі Українки (м.Київ)[278]
- Ткаченко Костянтин Сергійович — завідувач трупи Національного академічного українського драматичного театру імені Марії Заньковецької (м.Львів)[278]

### Заслужений художник України
- Васильєв Сергій Ігорович — художник, начальник цеху Одеського національного академічного театру опери та балету[278]

### Ордени
Орден «За заслуги» ІІ ступеня
- Дядюра Микола Володимирович — головний диригент Національного академічного театру опери та балету України імені Т.Г. Шевченка (м. Київ)[279]

Орден «За заслуги» ІІІ ступеня
- Вертинський Олексій Сергійович — актор (м. Київ)[278]
- Завгородній Микола Володимирович — соліст-вокаліст, провідний майстер сцени Одеського академічного театру музичної комедії імені М.Водяного[278]
- Риндзак Тадей Йосипович — головний художник Львівського національного академічного театру опери та балету ім. Соломії Крушельницької[279]
- Татарінов Володимир Федорович — головний балетмейстер Черкаського академічного обласного українського музично-драматичного театру ім. Т.Г.Шевченка[278]

Орден княгині Ольги ІІІ ступеня
- Жураківська Олеся Вікторівна — актриса (м. Київ)[278]
- Лазова Поліна Василівна — артистка драми, провідний майстер сцени Національного академічного драматичного театру імені Івана Франка[278]
- Соляник-Голубенко Ілона Геннадіївна — актриса, провідний майстер сцени Дніпровського академічного театру драми та комедії[279]

## Конкурси на заміщення керівних посад
| Дата         | Переможець                                           | Посада                                   | Театр / Заклад                                                                                 | Конкуренти | Коментар, Посилання |
| ------------ | ---------------------------------------------------- | ---------------------------------------- | ---------------------------------------------------------------------------------------------- | --- | --- |
| 3 лютого     | Сакаян Маргарита Нориківна                           | Керівник                                 | Харківський академічний український драматичний театр імені Тараса Шевченка                    | Претендент один | Повідомлення Відеозапис |
| 3 лютого     | Коваль Ігор Миколайович                              | Керівник                                 | Харківський академічний театр музичної комедії                                                 | Претендент один | Повідомлення Відеозапис |
| 3 лютого     | Решетняк Володимир Вікторович                        | Керівник                                 | Харківський державний академічний театр ляльок імені В. А. Афанасьєва                          | Претендент один | Повідомлення Відеозапис |
| 3 лютого     | Бичко Сергій Анатолійович (не затверджений облрадою) | Керівник                                 | Харківський державний академічний російський драматичний театр імені О. С. Пушкіна             | Претендент один | Повідомлення Відеозапис |
| 24 березня   | не обрано                                            | Виконавчий директор                      | Український культурний фонд                                                                    | Жила В'ячеслав В'ячеславович Которобай Станіслав Миськів Леся Міранков Сергій Рагімова Анастасія Румко Жанна Савостіна Юлія Соснов Олег Федів Юлія Олександрівна (зняла кандидатуру) Шторм Вікторія | |
| 26 квітня    | Петренко Володимир Євгенович                         | Голова                                   | Дніпропетровське міжобласне відділення Національної спілки театральних діячів України          | | |
| 27 квітня    | Берковський Владислав Георгійович                    | Виконавчий директор                      | Український культурний фонд                                                                    | Брагіна Анна Гершун Юлія Гордіюк Наталія Журавчак Олександр Петрович Катруліна Анна Кійченко Олександр Кужельний Микола Кучменко Наталія Миськів Леся Міранков Сергій Негрієнко Роман Осадча Ірина Пушкарьова Дарія Рагімова Анастасія Румко Жанна Снєгур Вікторія Соснов Олег Стебельська Оксана                                                                                                   | |
| 28 квітня    | Барінова Яна Дмитрівна                               | Директор                                 | Департамент культури КМДА                                                                      | | |
| 3 червня     | не обрано                                            | Головний режисер                         | Національний академічний український драматичний театр імені Марії Заньковецької               | Ревкевич Богдан Галканова-Лань Олеся Дудко Сергій (недопущений до конкурсу з причини відсутності профільної вищої освіти) Роман Козак Сікорський Вадим Іванович Огородник Орест Володимирович Матіїв Ігор Олегович Маховський Єжи (Польща) | Конкурс визнано таким, що не відбувся (тимчасовим виконувачем обов’язків призначено Вадима Сікорського). |
| 22 червня    | Редько Ірина Олександрівна                           | Директор — художній керівник             | Запорізький академічний обласний український музично-драматичний театр імені Володимира Магара | Мальований Микола Петренко Надія Третьяченко Олександр | Термін дії контракту з 08.10.2021 по 07.10.2026 |
| липень       | Титаренко Яна                                        | Головний режисер                         | Львівський обласний театр ляльок                                                               | | |
| 26 липня     | Бабіч Надія Матвіївна                                | Генеральний директор — художній керівник | Одеський національний академічний театр опери та балету                                        | Євген Лавренчук (екс головний режисер театру. Офіційним відеозверненням від 21 липня зняв свою кандидатуру з участі у конкурсі) | Безпосередньо напередодні конкурсу активістами організовано пікет поблизу театру, учасники якого вимагали віміни конкурса та із закликами Міністерства культури України звернути увагу на існуючу проблему.                                                                                     |
| 3 серпня     | Меженін Антон Сергійович                             | Головний режисер                         | Дніпровський академічний театр драми і комедії                                                 | | Повідомлення ЗМІ |
| 4 серпня     | Вінник Анатолій Іванович (не затверджений облрадою)  | Керівник                                 | Харківський державний академічний російський драматичний театр імені О. С. Пушкіна             | Мисенко Наталя Григоівна Ткаченко Олена Іванівна | Повідомлення Не затверджений облрадою |
| 5 серпня     | Малахов Віталій Юхимович                             | Директор — художній керівник             | Київський академічний драматичний театр на Подолі                                              | Претендент один | Повідомлення Відеозапис |
| 6 серпня     | Трунова Ірина Миколаївна                             | Директорка                               | Хмельницький академічний обласний театр ляльок                                                 | Претендент один | Повідомлення |
| 17 серпня    | не обрано                                            | Директор — художній керівник             | Кіровоградський академічний український музично-драматичний театр імені М. Л. Кропивницького   | Спінул Ігор Васильович (доцент кафедри музичного мистецтва і хореографії Центральноукраїнського державного педагогічного університету ім. Володимира Винниченка, художній керівник народного художнього колективу України ансамблю бального танцю «Конвалія») Курман Євген Васильович (головний режисер театру ім. Марка Кропивницького)                                                            | Конкурс не відбувся з причини того, що обидва претенденти відмовилися від участі в ньому. |
| 30 серпня    | Жила В'ячеслав В'ячеславович                         | Директор — художній керівник             | Київський академічний театр юного глядача на Липках                                            | Гирич Віктор Сергійович Губрій Тетяна Ігорівна | Повідомлення Відеозапис Становлення |
| 6 вересня    | Резнікович Михайло Ієрухімович                       | Генеральний директор — художній керівник | Національний академічний театр російської драми імені Лесі Українки                            | Паперний Євген Васильович | |
| 15 вересня   | Май Андрій Володимирович                             | Головний режисер                         | Сумський національний академічний театр драми та музичної комедії імені М. С. Щепкіна          | | Повідомлення На посаду не вступив |
| 17 вересня   | не обрано                                            | Директор — художній керівник             | Київська мала опера                                                                            | | Відеозапис Конкурс не відбувся |
| 27 вересня   | Чуєшова Аліна Олександрівна                          | Директор — художній керівник             | Київський камерний театр «Дивний замок»                                                        | Губрій Тетяна Ігорівна Іванченко Олена Ігорівна | Перше засідання відбулося 13 вересня Повідомлення Відеозапис |
| 30 вересня   | Гулий Ігор Сергійович                                | Директор — художній керівник             | Київський академічний театр ляльок                                                             | Дончак Олександр Дмитрович Поліщук Дмитро Леонідович Федірко Ігор Валерійович Чернікова Ірина Олександрівна | Перше засідання відбулося 24 вересня Повідомлення Відеозапис |
| 11 жовтня    | Данилюк Володимир Іванович                           | Директор                                 | Рівненський академічний обласний театр ляльок                                                  | Мазур Володимир Васильович (не відповідність кваліфікаційним вимогам та не повний комплект документів) | Відеозапис ЗМІ |
| 11 жовтня    | Петрів Володимир Юліанович                           | Директор — художній керівник             | Рівненський обласний академічний український музично-драматичний театр                         | Претендент один | Відеозапис ЗМІ |
| 20 жовтня    | Остапович Іван Іванович                              | Начальник                                | Управління культури Львова                                                                     | | ЗМІ |
| 9 листопада  | Тихомиров Ігор Анатолійович                          | Директор                                 | Чернігівський обласний молодіжний театр                                                        | Биш Олексій Володимирович (актор Молодіжного театру) Левочко Олександр Володимирович (ексдиректор Департаменту культури і туризму, національностей та релігій Чернігівської ОДА) Грабова Ірина Іванівна (заступниця директора Молодіжного театру) | Повідомлення Соцмережа ЗМІ |
| 1 листопада  | Струтинський Богдан Дмитрович                        | Голова                                   | Національна спілка театральних діячів України                                                  | | |
| 11 листопада | Кожевніков Володимир Володимирович                   | Директор — художній керівник             | Донецький академічний обласний драматичний театр (м. Маріуполь)                                | Демков Дмитро | Повідомлення та відеозапис |
| 12 листопада | Просол Олексії Григорович                            | Директор — художній керівник             | Київська мала опера                                                                            | | Повідомлення |
| 17 листопада | Курман Євген Васильович                              | Головний режисер                         | Миколаївський академічний художній російський драматичний театр                                | | Повідомлення |
| 18 листопада | не обрано                                            | Директор — художній керівник             | Кіровоградський академічний український музично-драматичний театр імені М. Л. Кропивницького   | Дорошев Олексій Іванович (актор — провідний майстер сцени Театру ім. Марка Кропивницького) Компанієць Сергій Васильович (театральний менеджер, продюсер, головний режисер фестивалів «Кропивницький», 2017, «Вересневі самоцвіти», 2020) Скрипник Євген Володимирович (артиста драми обласного театру ім. М.Л. Кропивницького. За сумісництвом — керівник вокального гуртка та ведучий телепрограм) | Під час першого засідання 15 листопада, комісія допустила до конкурсу трьох претендентів. Друге засідання відбулося 18 листопада, проте конкурс визнали таким, що не відбувся — жоден з кандидатів не отримав більшість голосів (Дорошев та Скрипник — по чотири голоси, Компанієць — жодного). |
| 22 грудня    | Крикунов Микола Ігорович                             | Директор — художній керівник             | Циганський академічний музично-драматичний театр «Романс»                                      | | Результат |

Завершення каденції
- 22 лютого — Попова Діана Олегівна залишила посаду директора Департаменту культури КМДА[341]
- 19 липня — Левченко Анатолій Миколайович та Киракосян Арутюн — режисери Донецького академічного обласного драматичного театру (м. Маріуполь)[342]
- 30 вересня — Плоскіна Віктор Михайлович головний диригент Київської опери[343]
- 1 листопада — Курман Євген Васильович головний режисер Кіровоградського академічного українського музично-драматичного театру ім. Марка Кропивницького[344]
- 30 листопада — Середін Олександр, режисер Харківського державного академічного російського драматичного театру ім. О. С. Пушкіна[158]

## Діячі театру

### Одружилися
- 11 серпня — Дмитро Олійник (актор театрів «Золоті ворота», Київський академічний театр драми і комедії на лівому березі Дніпра) і Таїсія Тимашева
- 23 жовтня — Артем Пльондер і Дар'я Твердохліб (актори театру «Золоті ворота»)[345]

### Померли

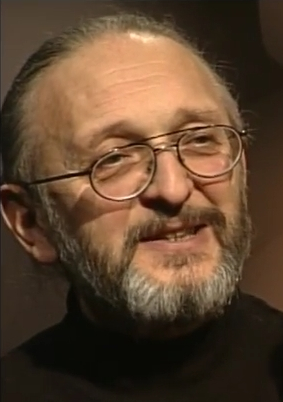
Сергій Брижань (65)
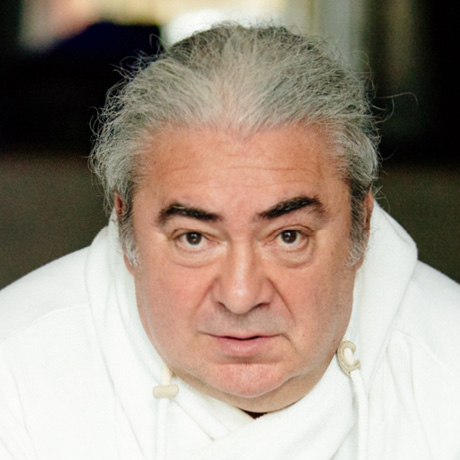
Віталій Малахов (67)
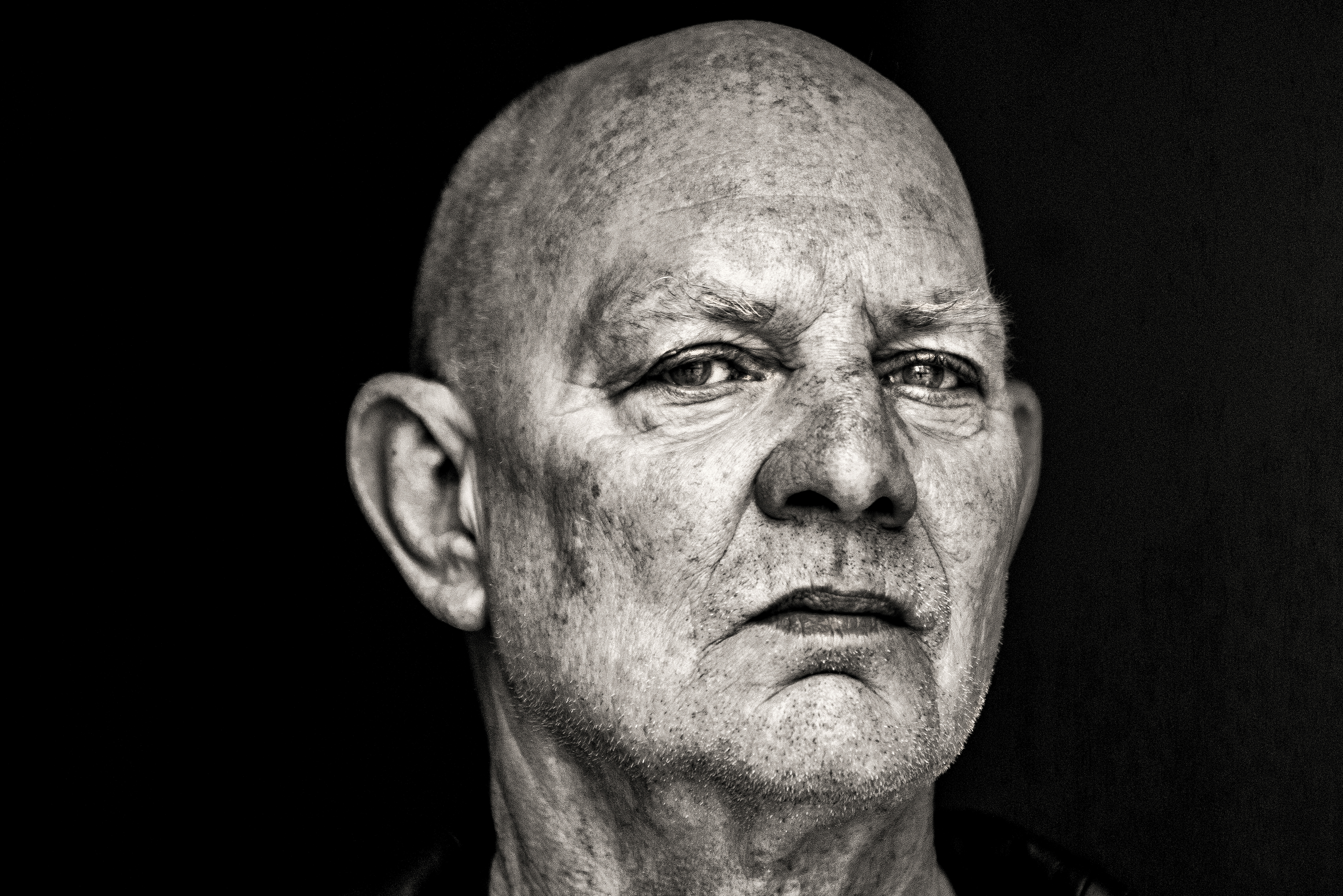
Ларс Нурен (76)
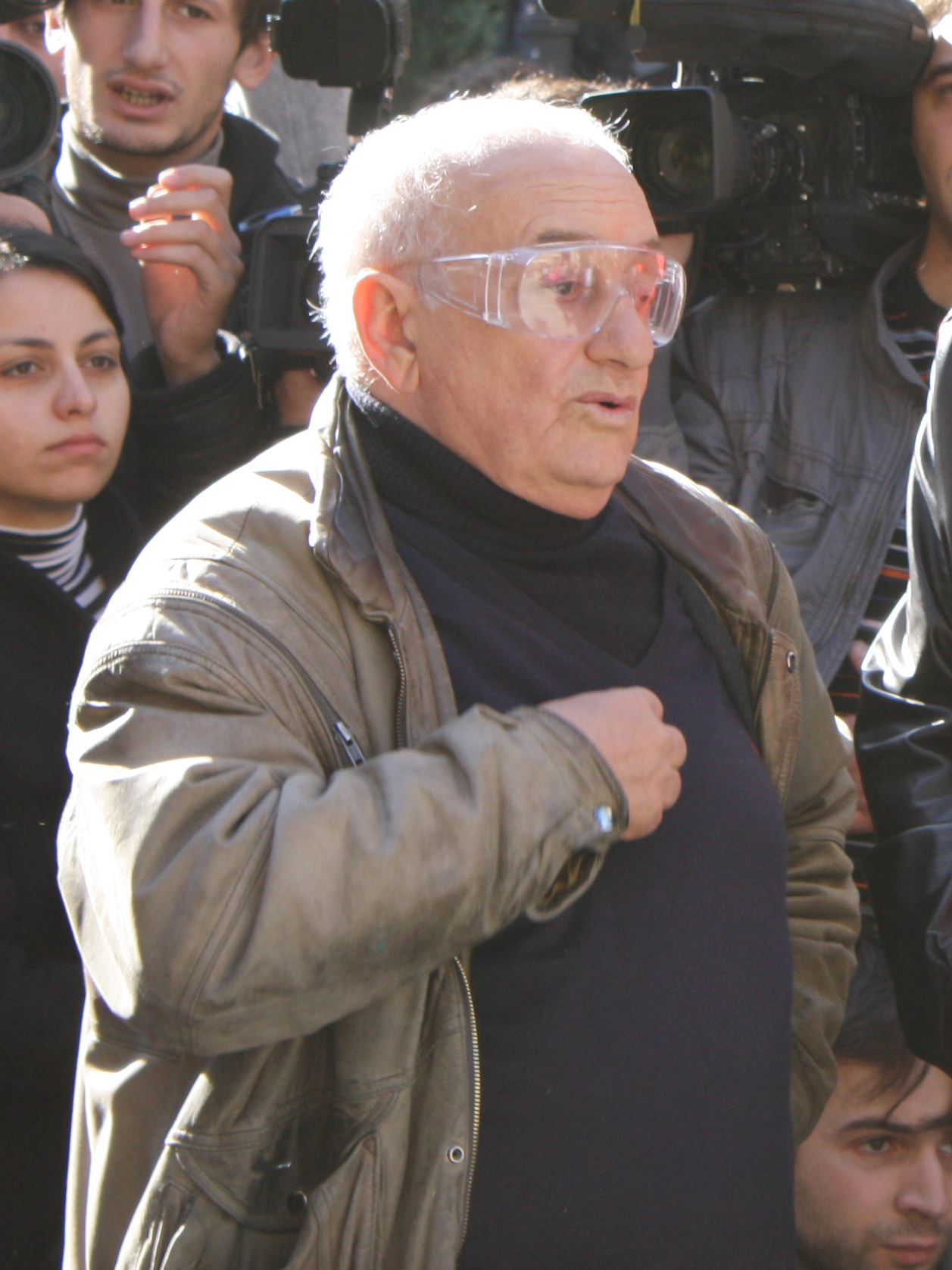
Резо Габріадзе (84)
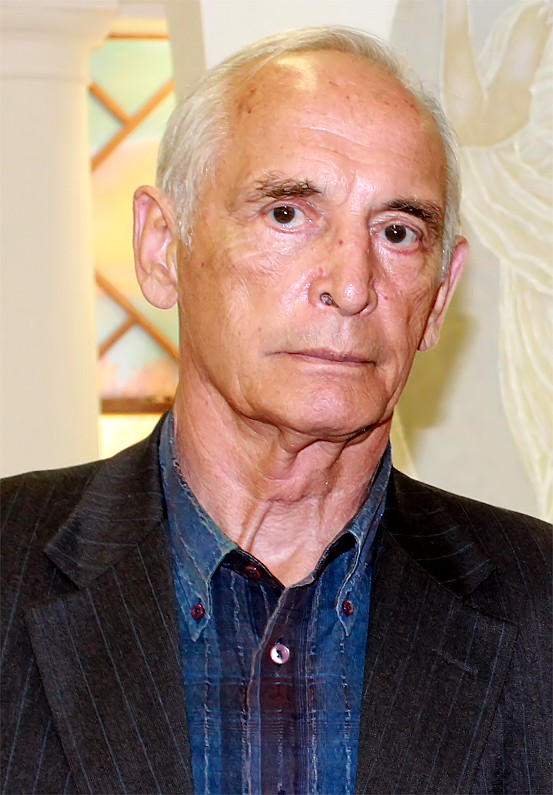
Василь Лановий (87)
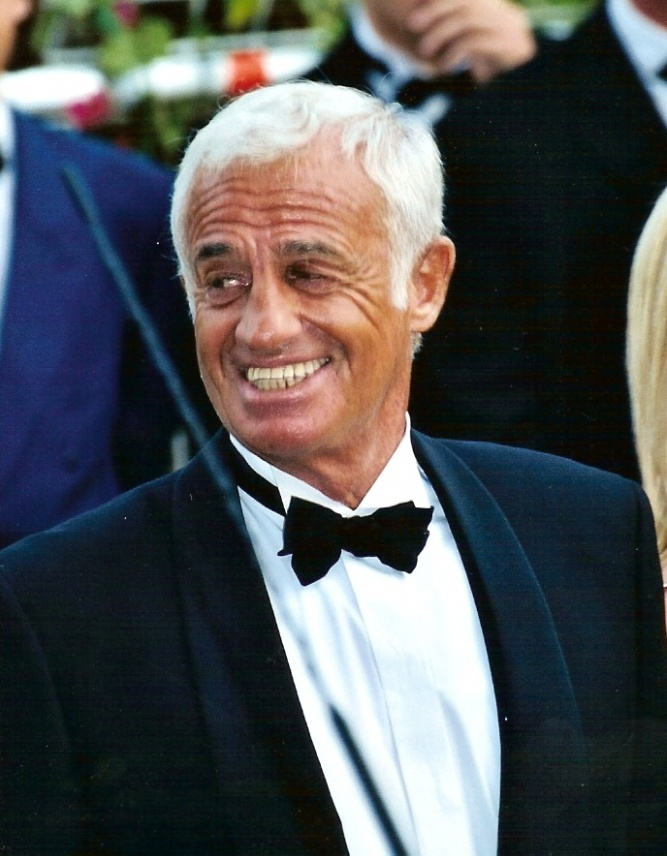
Жан-Поль Бельмондо (88)
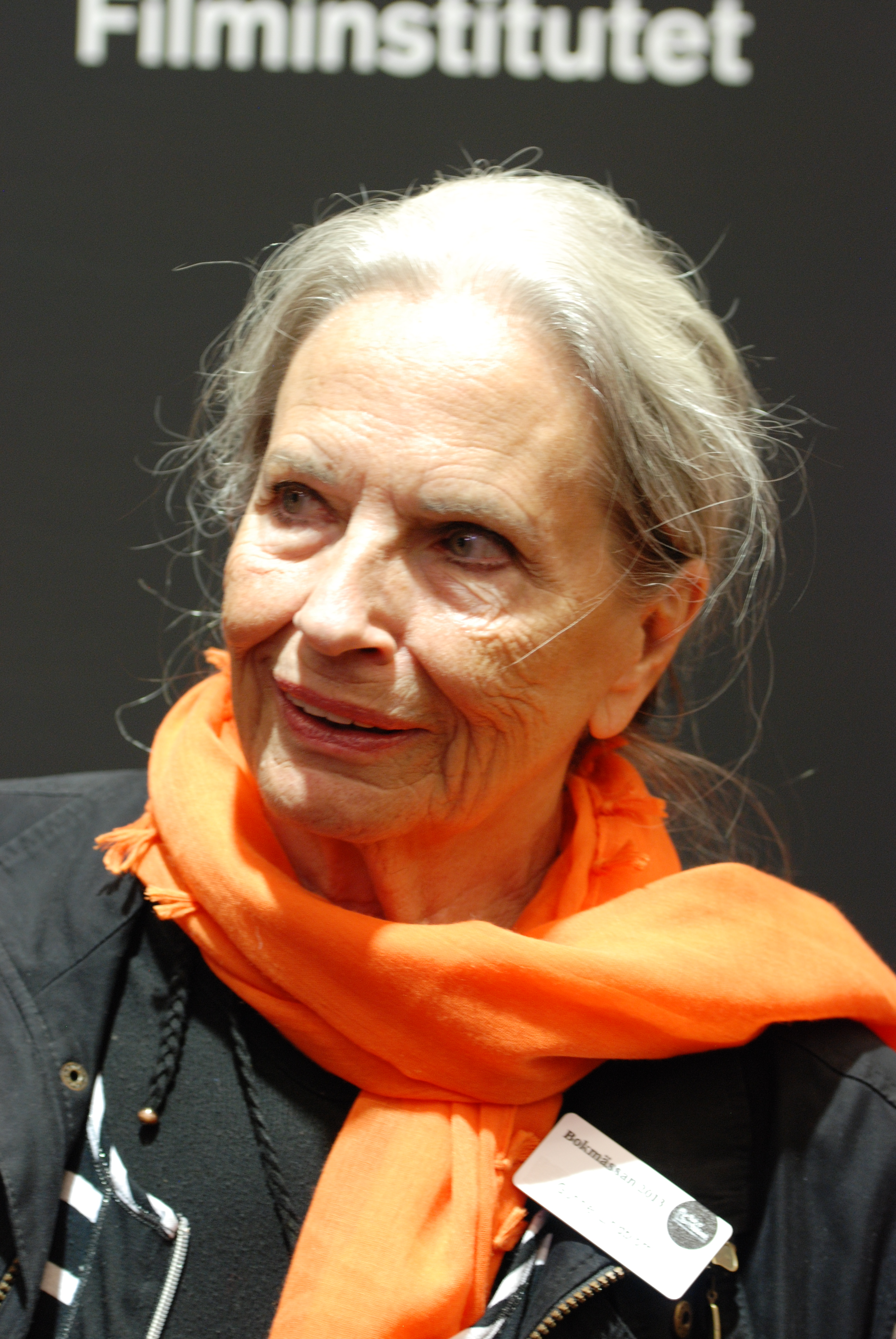
Гуннель Ліндблум (89)
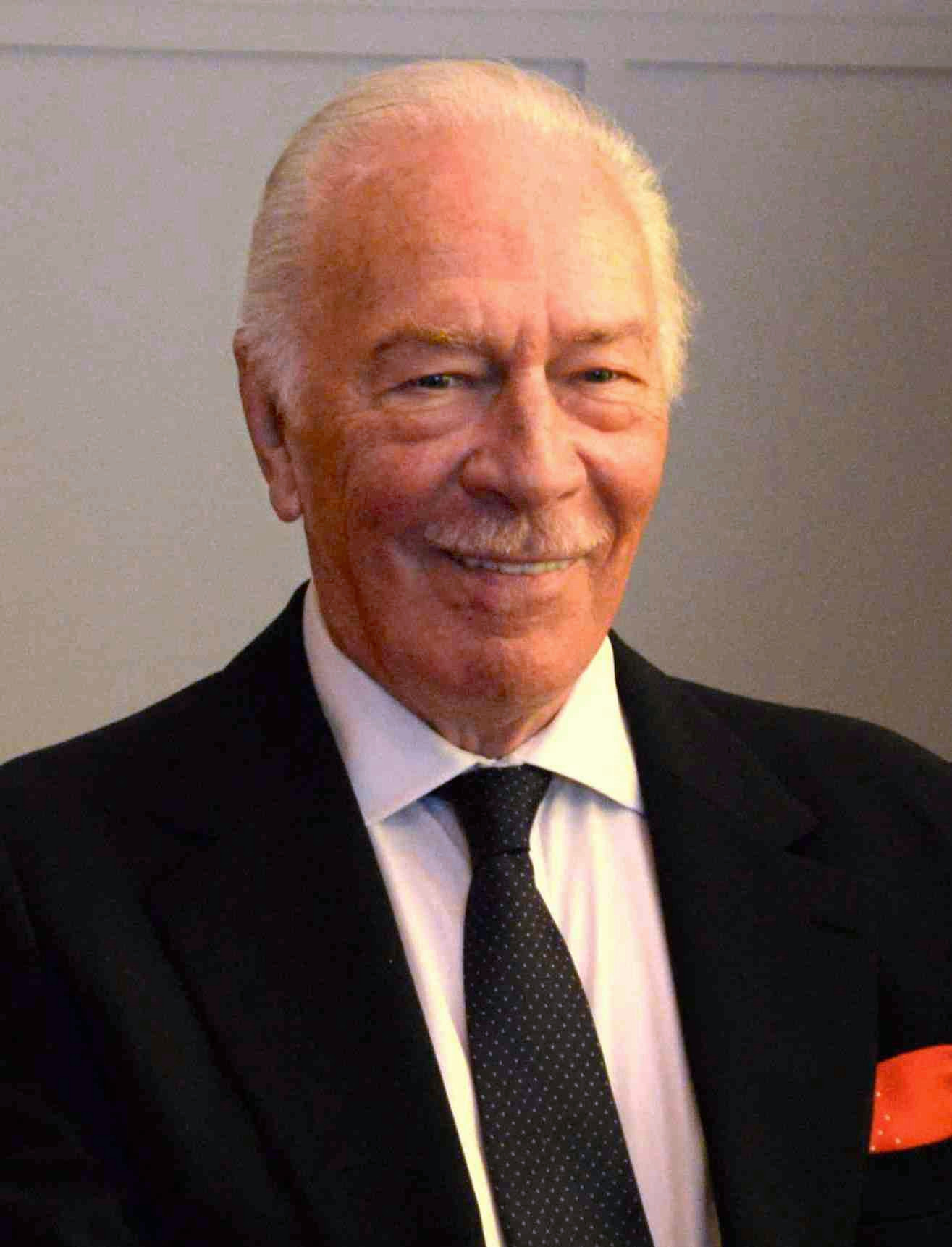
Крістофер Пламмер (91)
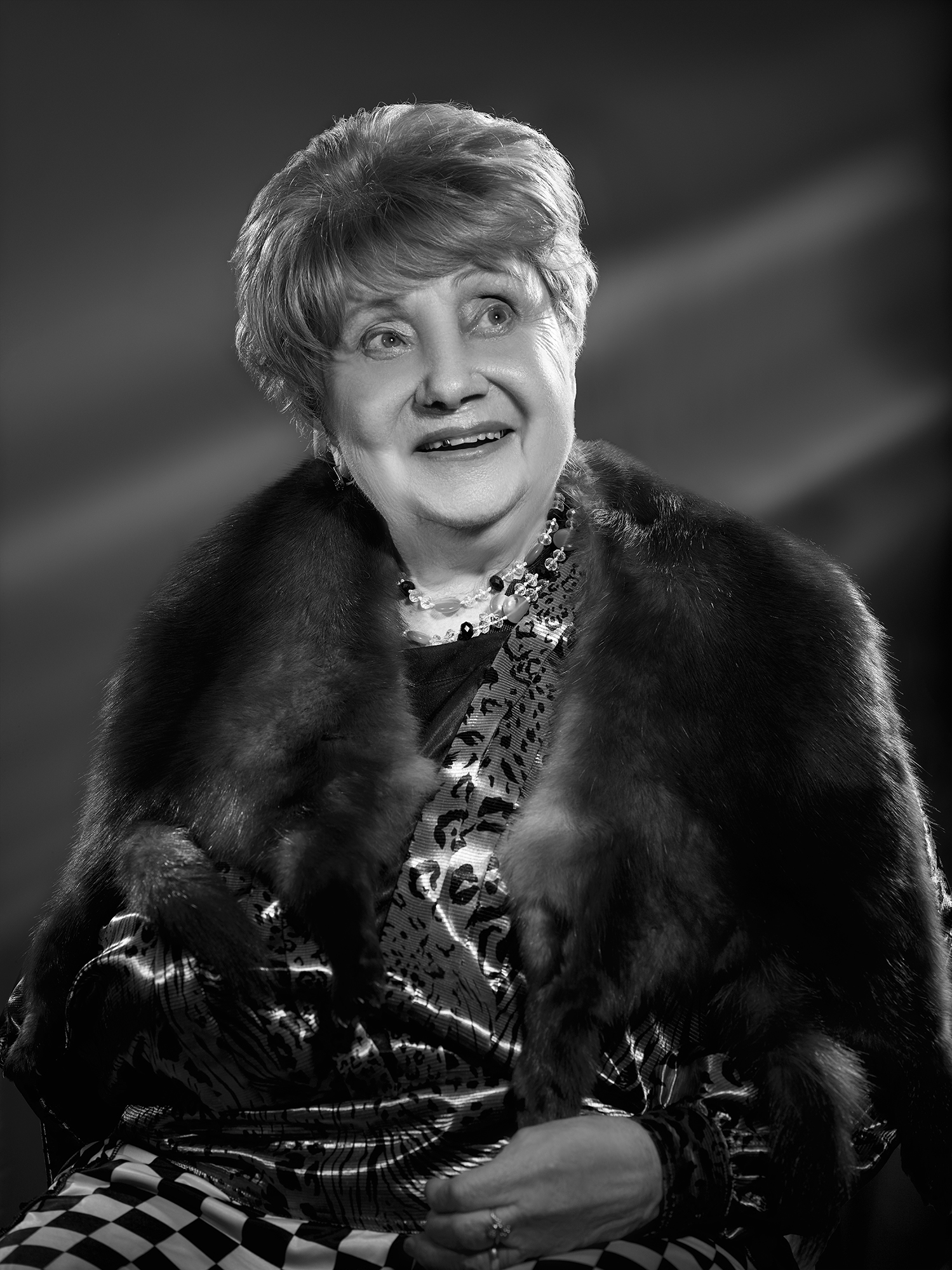
Людмила Вершиніна (93)
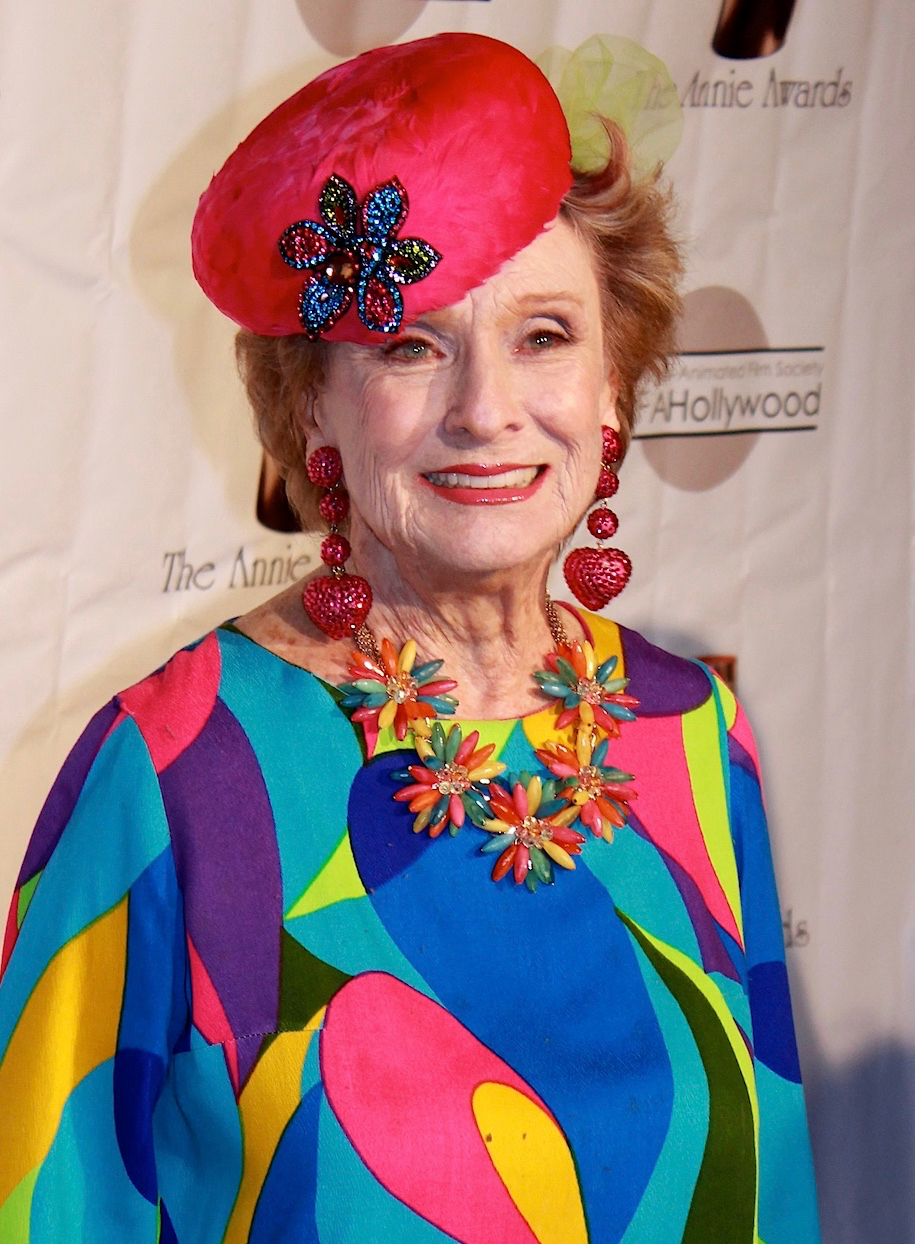
Клоріс Лічмен (94)
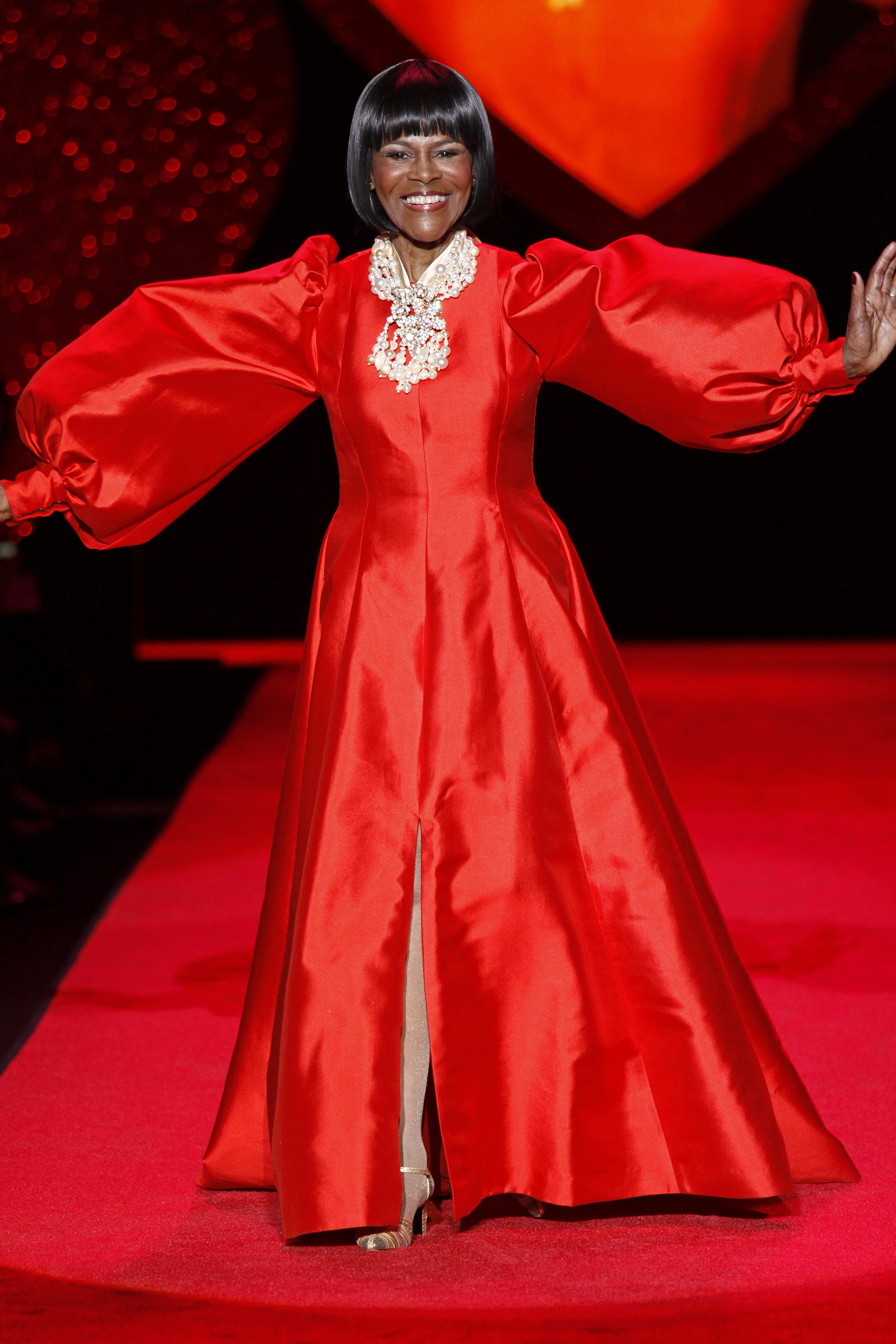
Сіселі Тайсон (96)
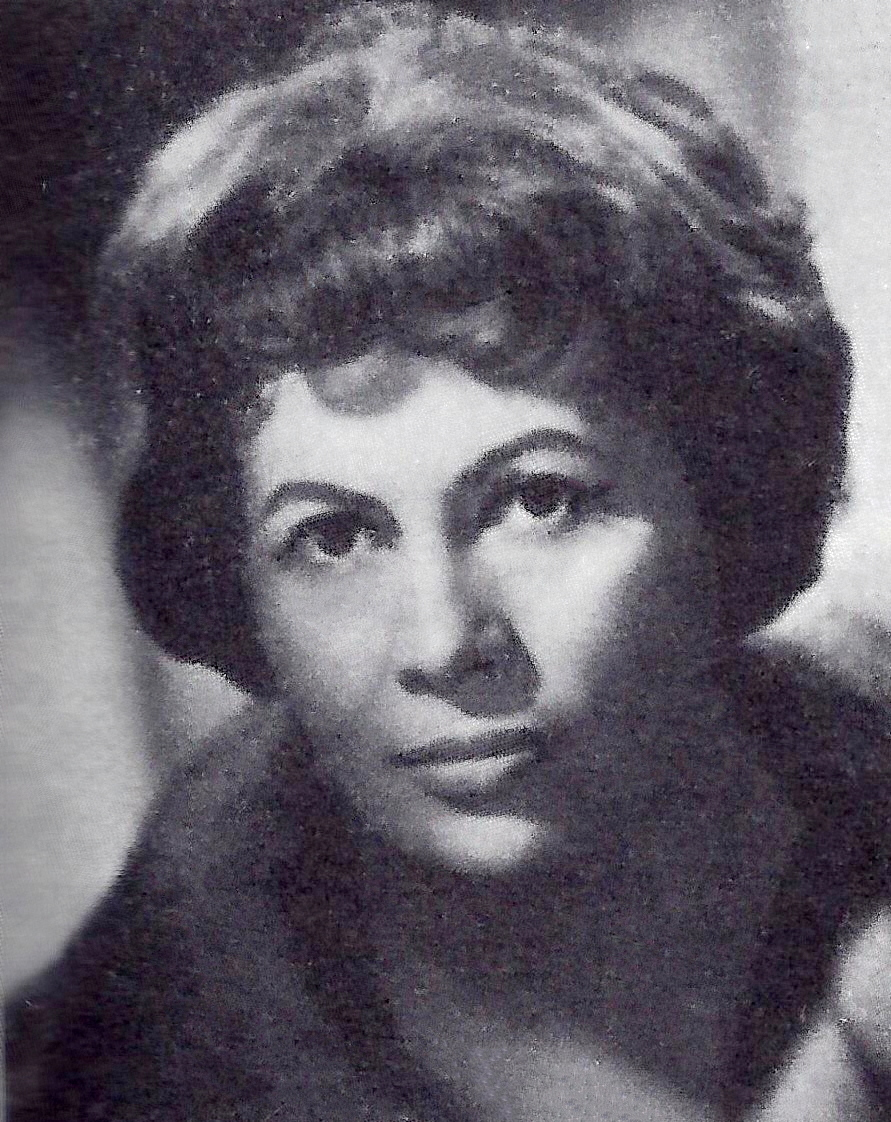
Бісерка Цвеїч (97)

### Підсумки
- Улов до Дня рибалки. Сезон 2020/21 [Архівовано 28 липня 2021 у Wayback Machine.] (Сергій Винниченко, Портал «Театральна риболовля», 11 липня 2021)
- Нотатки глядача про театральний сезон 2020/2021: підбиття підсумків [Архівовано 28 липня 2021 у Wayback Machine.] (Наталья Болгарова, Портал «Про кіно та театр: Некритичні нотатки глядача про вистави, прем'єри театрів та новинки кіно», 28 липня 2021)
- Головний критичний текст за рік: 2021-ий в українському мистецтві [Архівовано 23 грудня 2021 у Wayback Machine.] (Настя Калита, Костянтин Дорошенко, Ксенія Малих та Гаррі Краєвець, Портал «Your Art», 19 грудня 2021)
- Тримайся, сестро: підсумки 2021 року [Архівовано 28 грудня 2021 у Wayback Machine.] (Євгенія Нестерович, онлайн-журнал про сучасну культуру «Korydor», 28 грудня 2021)

Підсумки до 30-річчя Незалежності України
- Український театр за 30 років: як змінився та чого чекати у майбутньому: Ганна Веселовська, Лілія Волошина, Люба Ільницька [Архівовано 20 серпня 2021 у Wayback Machine.] (Ольга Ліцкевич на порталі «Суспільне Культура» до 30-річчя Незалежності України, 19 серпня 2021)
- Проєкт «30 років. Культура» у знакових подіях в історії української культури 1991-2021 років — від мистецтва до фестивалів і нових інституцій [Архівовано 26 серпня 2021 у Wayback Machine.]
- 30 років української культури: від театру «Чорний квадрат» до тріумфу KAZKA і alyona alyona [Архівовано 26 серпня 2021 у Wayback Machine.] (Олексій Росовецький, випусковий редактор г-ти «Сьогодні»

### Статистика
- Опитування відвідуваності театрів провів ресурс «krivbass city» у Кривому Розі. За підсумками, людей, які б відвідували театр, в опитуванні каналу не виявлено[423]